# Ligne B du tramway de Strasbourg
Pour les articles homonymes, voir Ligne B.
La ligne B du réseau de transports en commun de l'Eurométropole de Strasbourg est une ligne de tramway. Exploitée par la Compagnie des transports strasbourgeois (CTS), il s'agit de la plus longue ligne de tramway de l'agglomération.
Elle relie la gare de Hœnheim à la station Lingolsheim Tiergaertel, dans la commune de Lingolsheim, en desservant les communes de Hœnheim, Bischheim et Schiltigheim, les quartiers strasbourgeois du Wacken et de la Neustadt, le centre-ville de Strasbourg, passe à proximité de la Gare Centrale, dans les quartiers du sud-ouest de Strasbourg et les communes d’Ostwald et Lingolsheim. La ligne est mise en service le 1er septembre 2000 et a connu deux extensions.

## Histoire

### De l'ancien réseau ...

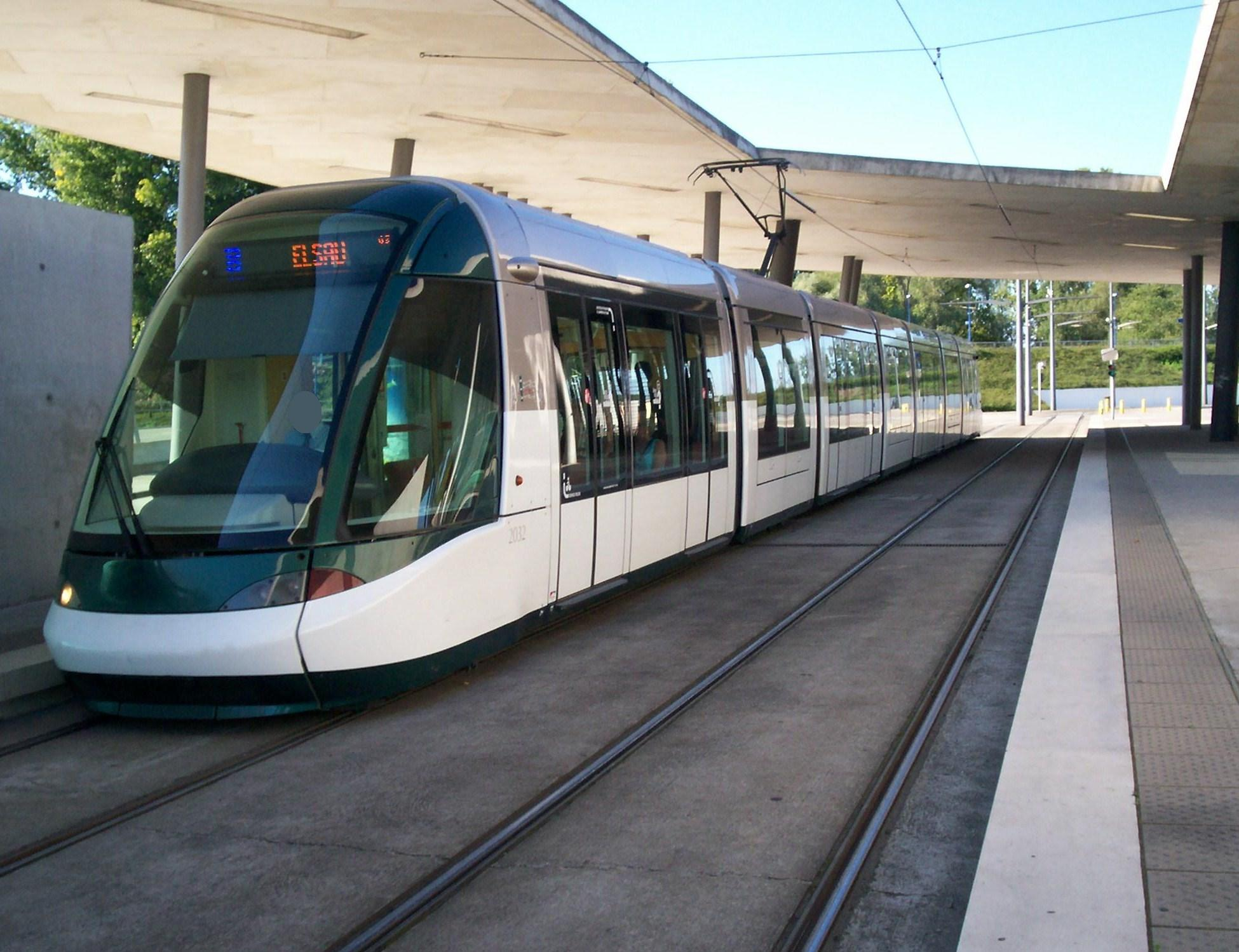
Un Citadis 403 à Hœnheim Gare pour Elsau.

Le 20 juillet 1878, la première ligne de tramway de Strasbourg est inaugurée entre le pont du Rhin, la place Kléber et Hœnheim. L'itinéraire est celle de l'actuelle ligne de bus L3 entre le pont de Pierre et Hœnheim, et non celui de la ligne B du tram. La traction se fait par des chevaux en centre-ville, au sein des fortifications, et entre la place du Faubourg de Pierre et Hœnheim, des locomotives à vapeur prennent le relais. L'écartement est de 1 435 mm jusqu'à la reconversion de la totalité du réseau à la voie métrique en 1897/98.
En 1900, ouverture des lignes de tramway électriques Place Broglie - place de Bordeaux (Tivoli) et quai de l'Abattoir - Roethig. Au sud, l'itinéraire est celui de l'actuelle ligne B du pont National jusqu'à l'arrêt Montagne Verte. Le 16 novembre 1902, la ligne est prolongée jusqu'à Lingolsheim par l'itinéraire de l'actuelle ligne de bus C1.
Le 27 mai 1923, ouverture du prolongement Place de Bordeaux - Wacken de la ligne 9 du tramway de Strasbourg, Lingolsheim - Place Kléber - Wacken. L'itinéraire du prolongement par l'avenue Schutzenberger sera exactement repris par l'actuelle ligne B. Entre les stations Place Broglie et Montagne Verte, la ligne 9 préfigure également la ligne B avec un parcours identique. En 1937, la ligne est renumérotée 8/18.
Le 1er juillet 1955, fermeture de la ligne Haute Montée (près de l'actuelle station Homme de Fer) - Lingolsheim.
Le 1er janvier 1960, fermeture de la ligne Place Broglie - Wacken, quatre mois avant la fermeture de la dernière ligne du réseau, Neuhof Forêt - Hœnheim.

### ... à la ligne B
Le 1er septembre 2000, la ligne B du tramway de Strasbourg est mise en service. Les nouveaux terminus sont Elsau permettant la desserte du nouveau quartier résidentiel de l'Elsau et Hœnheim Gare. Depuis septembre 2002, ce terminus dispose d'une correspondance avec une ligne de train de banlieue circulant sur la ligne Strasbourg-Lauterbourg.
Le 30 janvier 2008 la ligne B est prolongée d'Elsau jusqu'à Ostwald Hôtel de Ville, puis jusqu'à Lingolsheim Tiergaertel le 23 mai 2008.

## Infrastructure

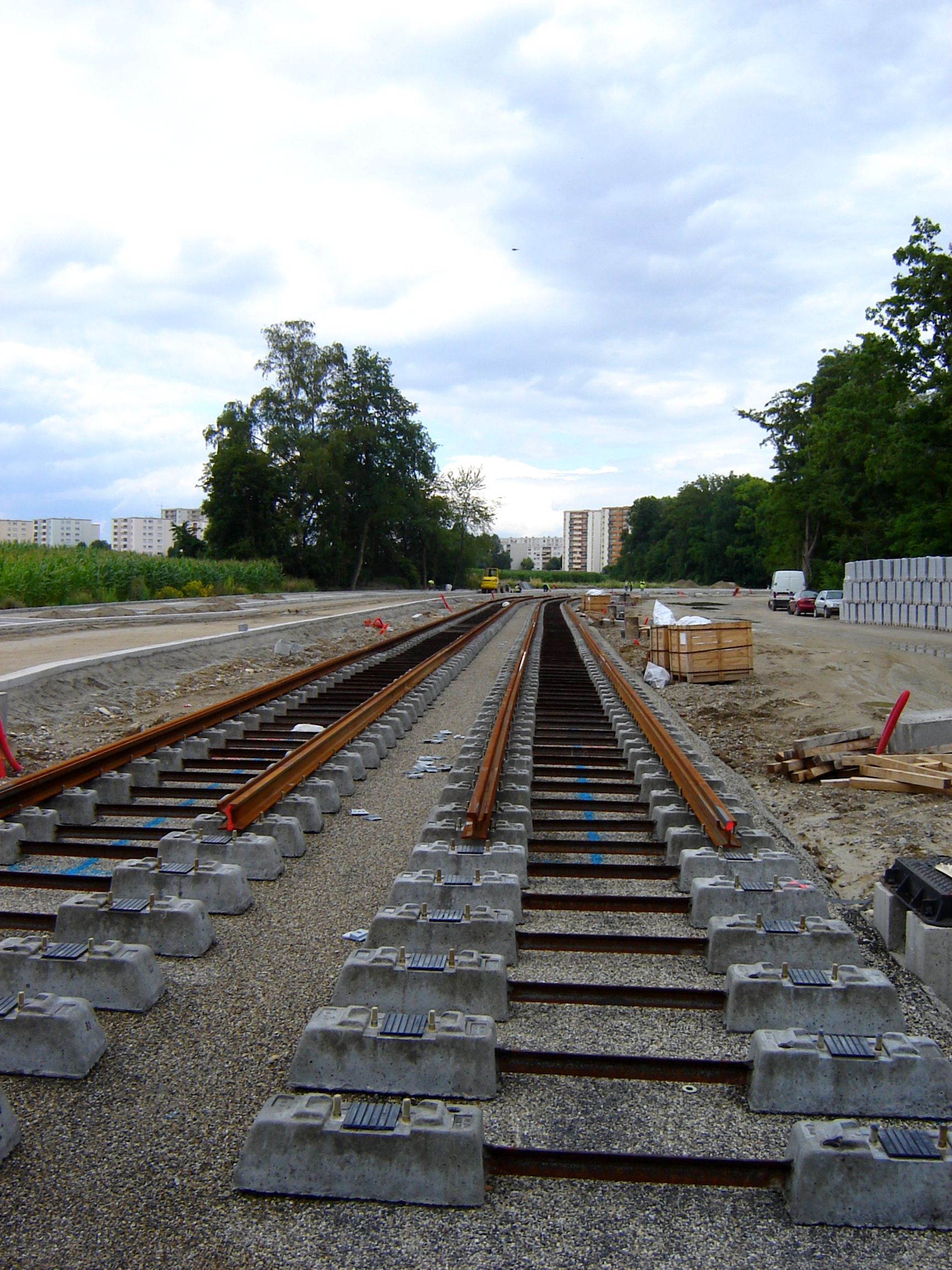
Chantier de l'extension de la ligne vers Lingolsheim

### La ligne
La ligne B du tramway de Strasbourg emprunte les sections suivantes :
- Hœnheim Gare – Elsau, ouverte le 1er septembre 2000, à l'occasion de la mise en service de la ligne ;
- Elsau - Ostwald Hôtel de Ville, ouverte le 30 janvier 2008, à l'occasion du premier prolongement de la ligne ;
- Ostwald Hôtel de Ville – Lingolsheim Tiergaertel, ouverte le 23 mai 2008, à l'occasion du dernier prolongement de la ligne.

### Les terminus réguliers

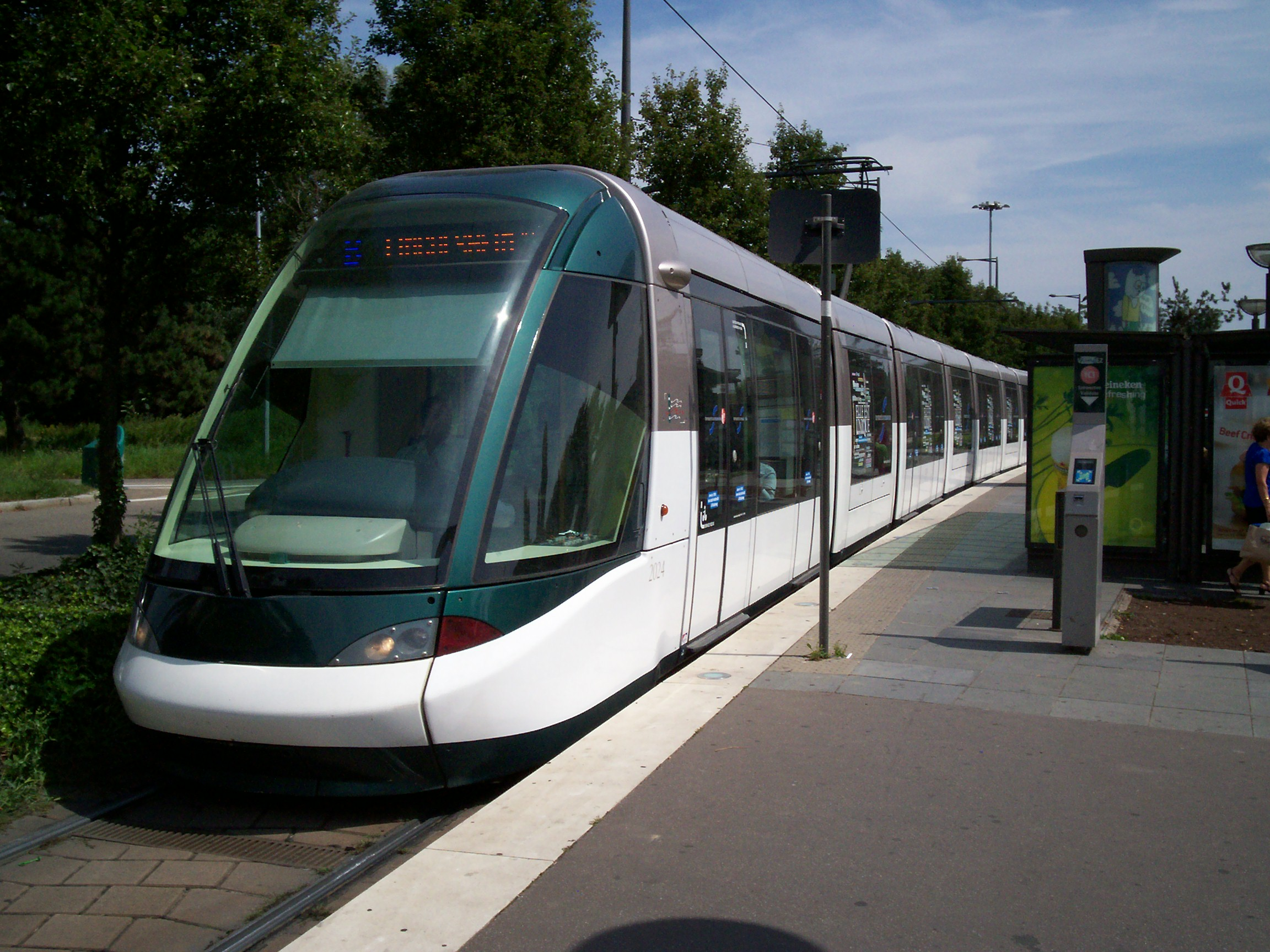
À Montagne Verte.

La ligne B du tramway de Strasbourg compte deux terminus principaux :
- La station Hœnheim Gare, qui constitue le terminus nord de la ligne, est composée de deux quais encadrant deux voies. Dans le prolongement de la station, se situe un tiroir permettant le retournement des rames.

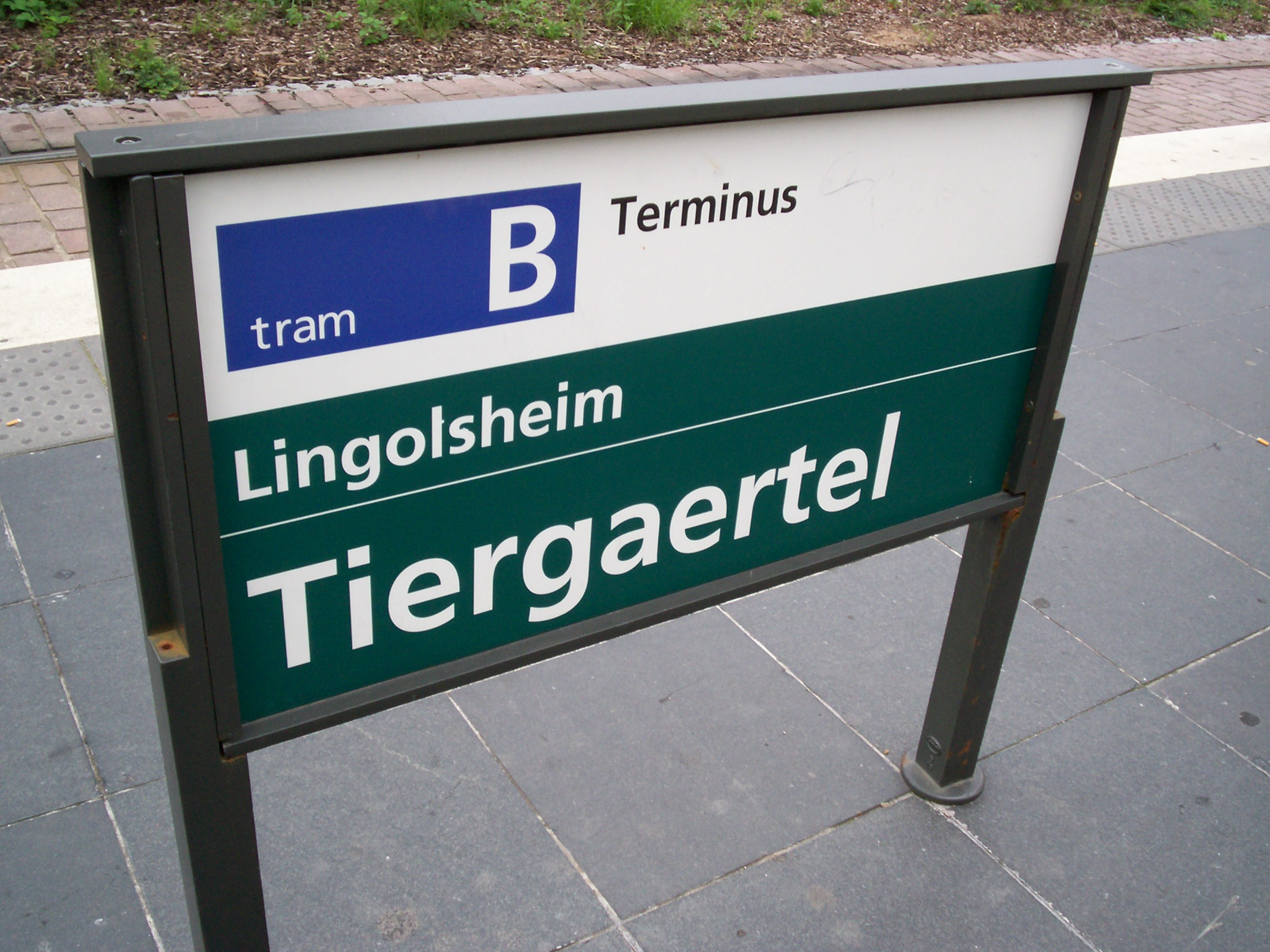
Signalétique.
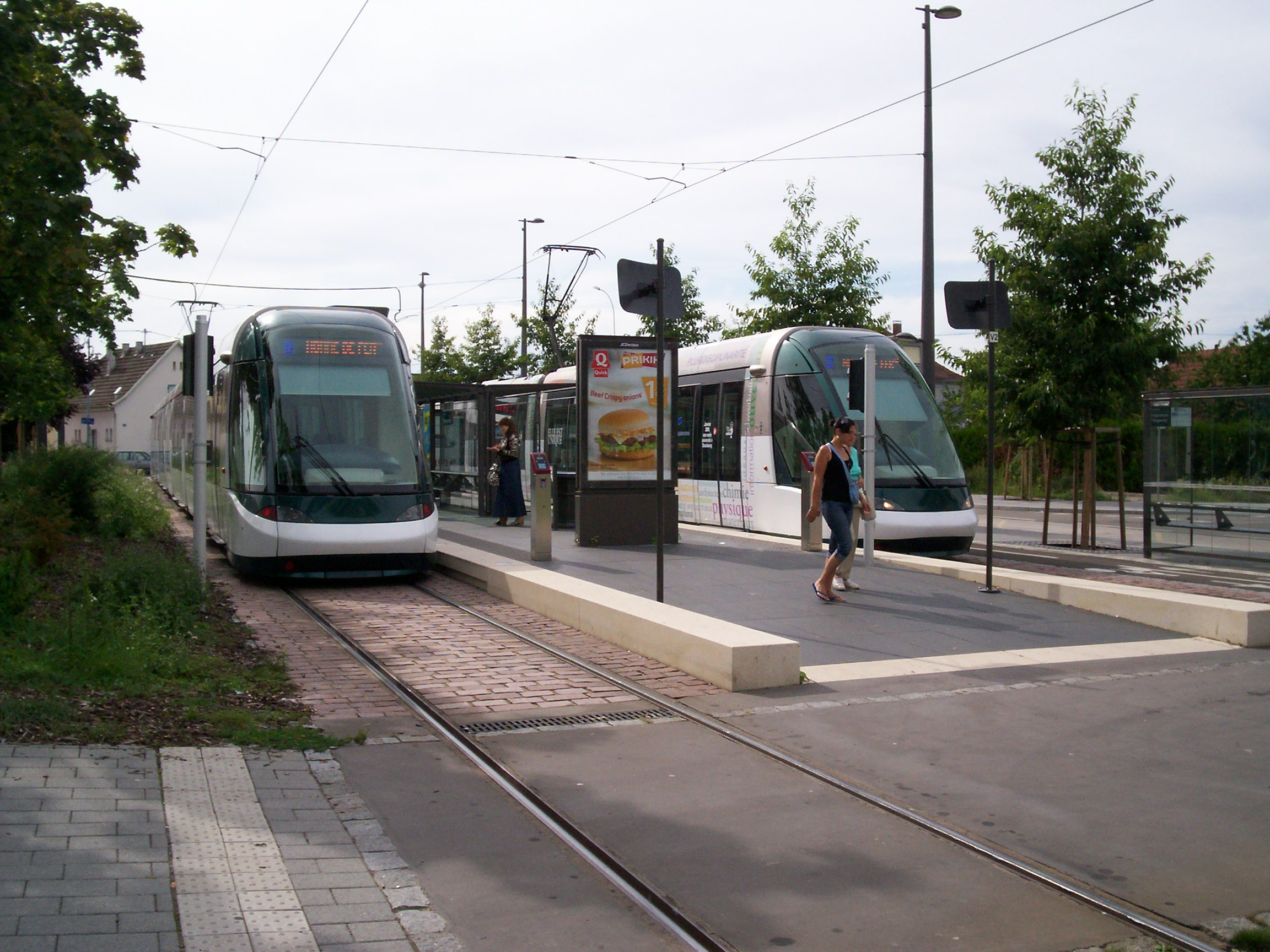
Tramway.
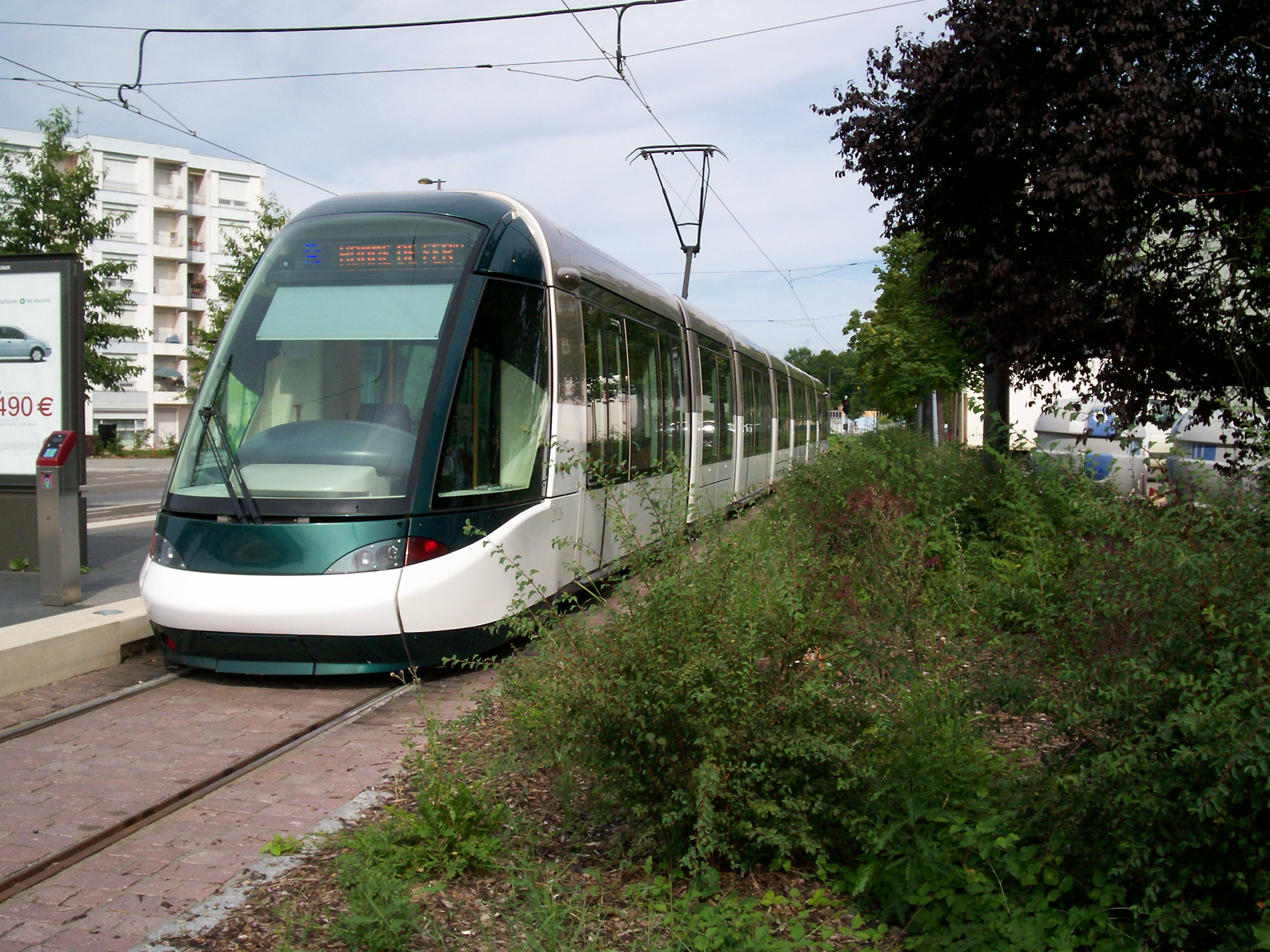
Station Hœnheim Gare.
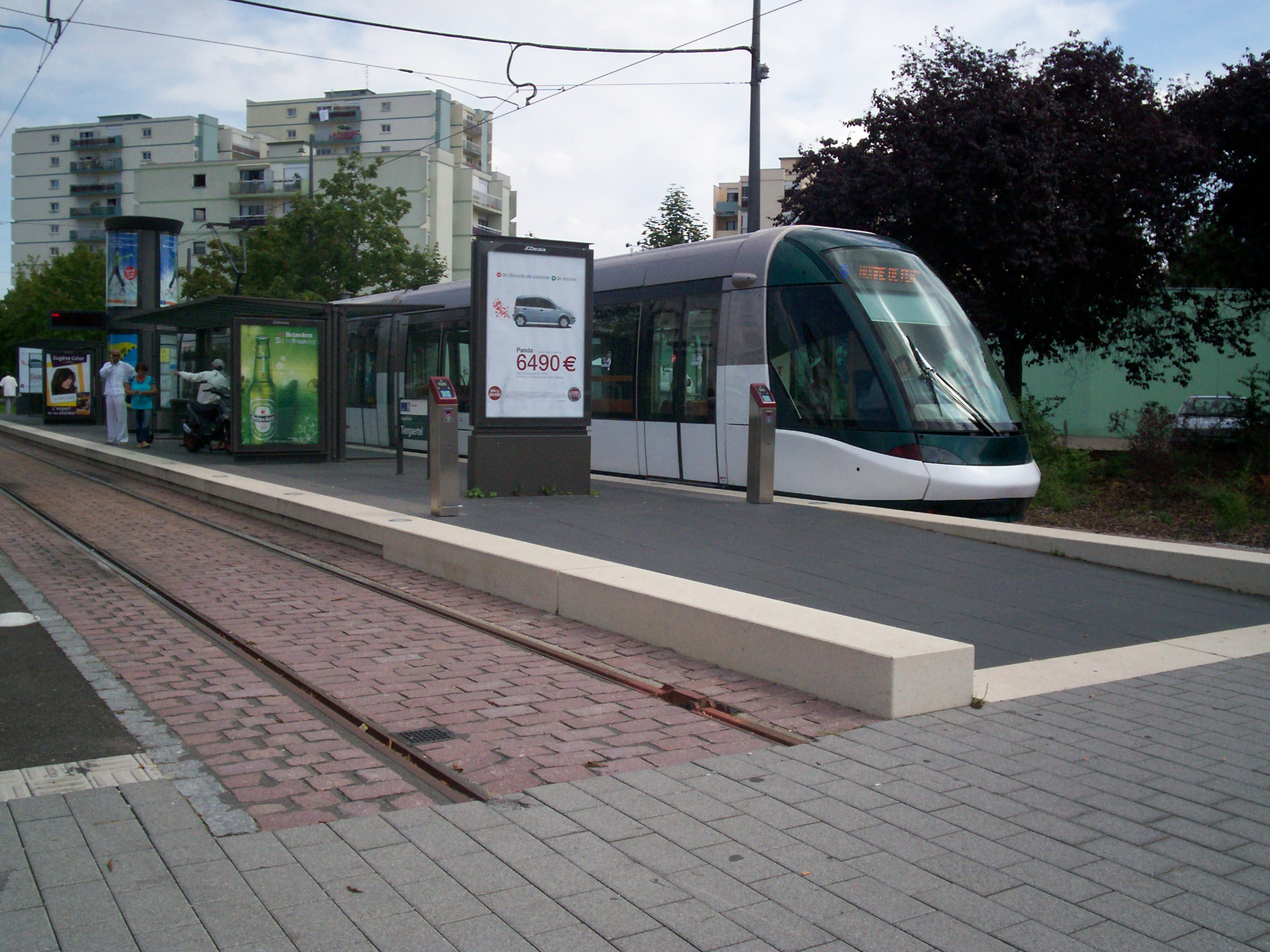
Point de retournement.

- La station Lingolsheim Tiergaertel, qui constitue le terminus sud de la ligne, est composée de deux voies encadrant un quai en impasse.

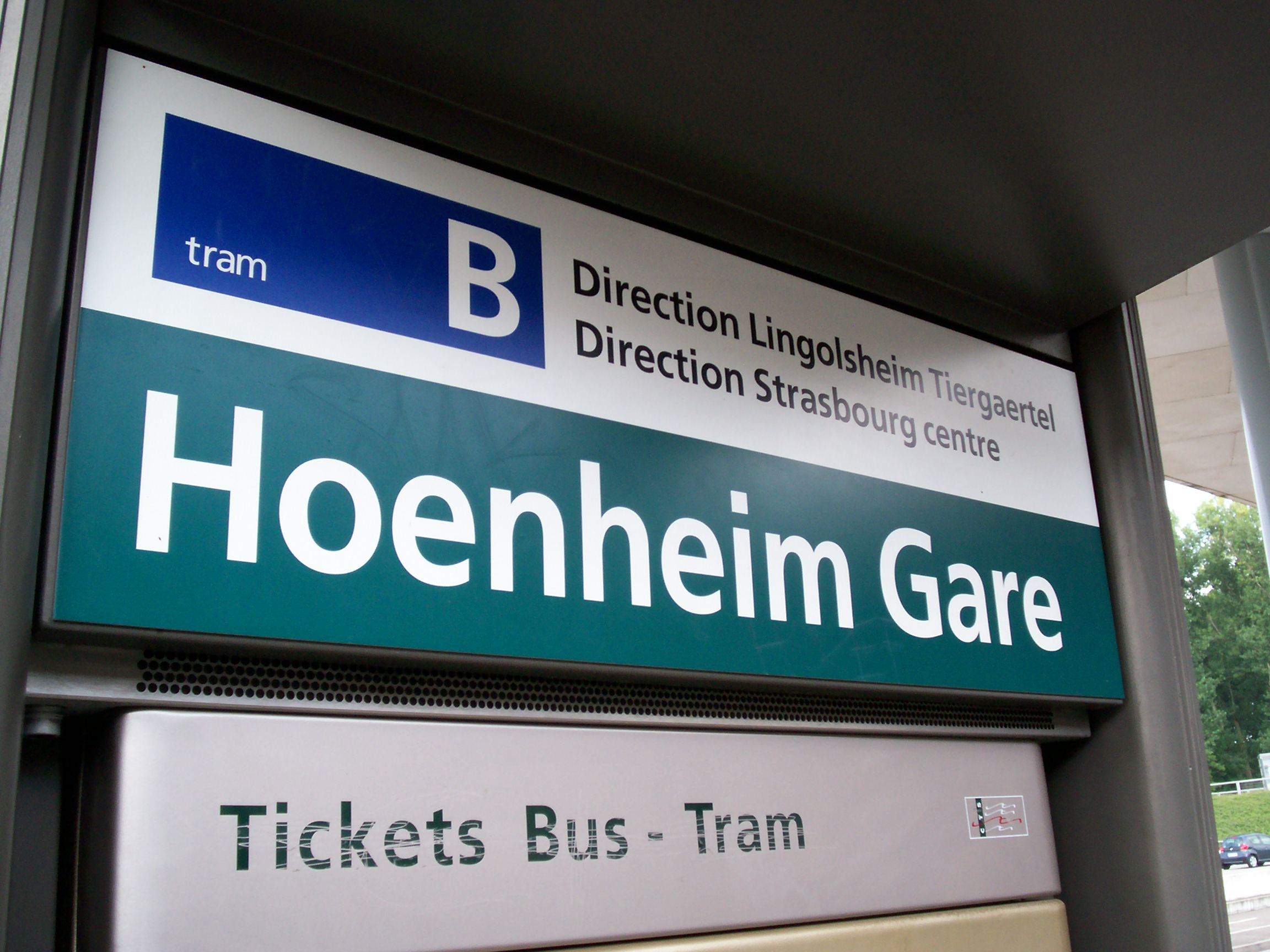
Signalétique.
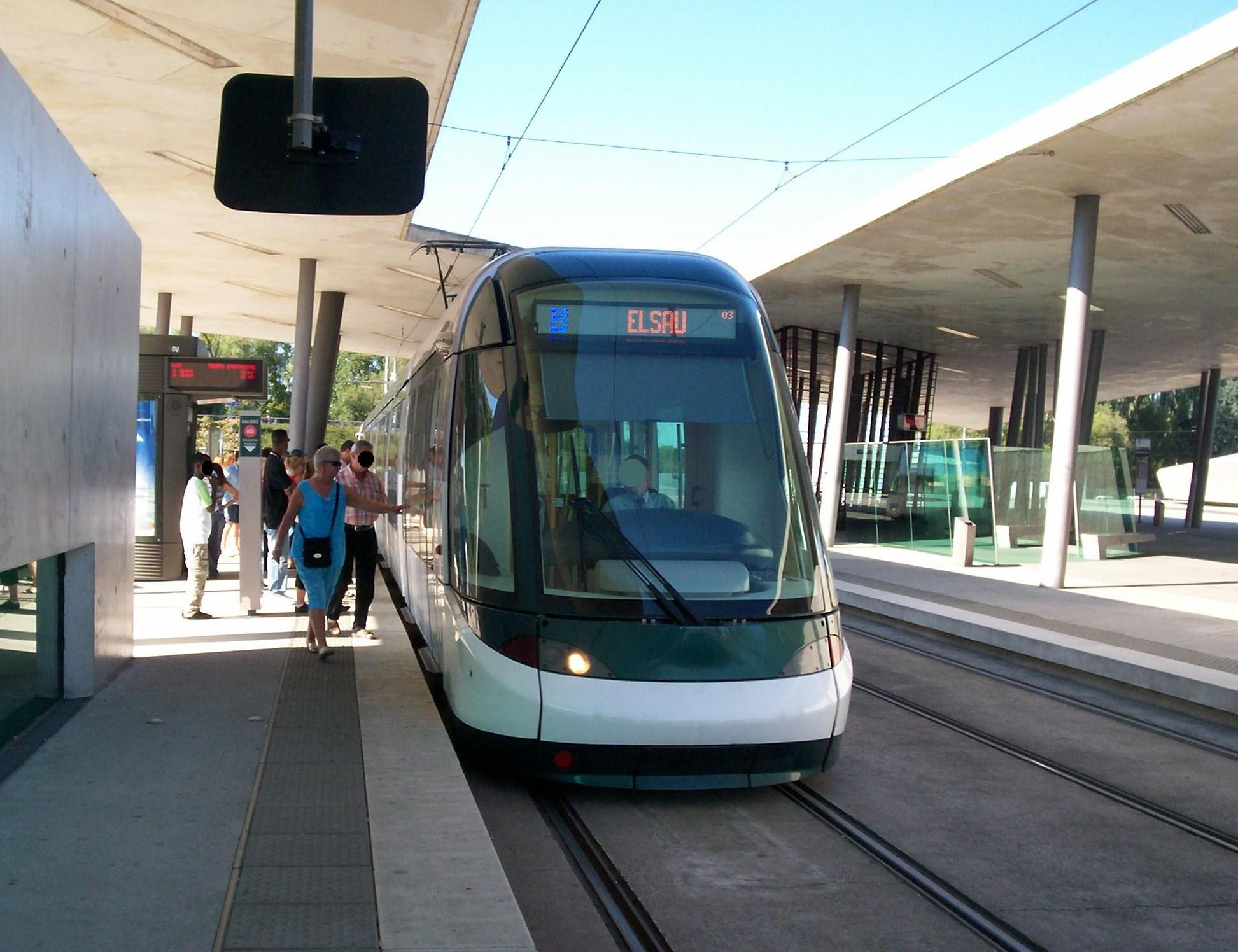
Tramway.
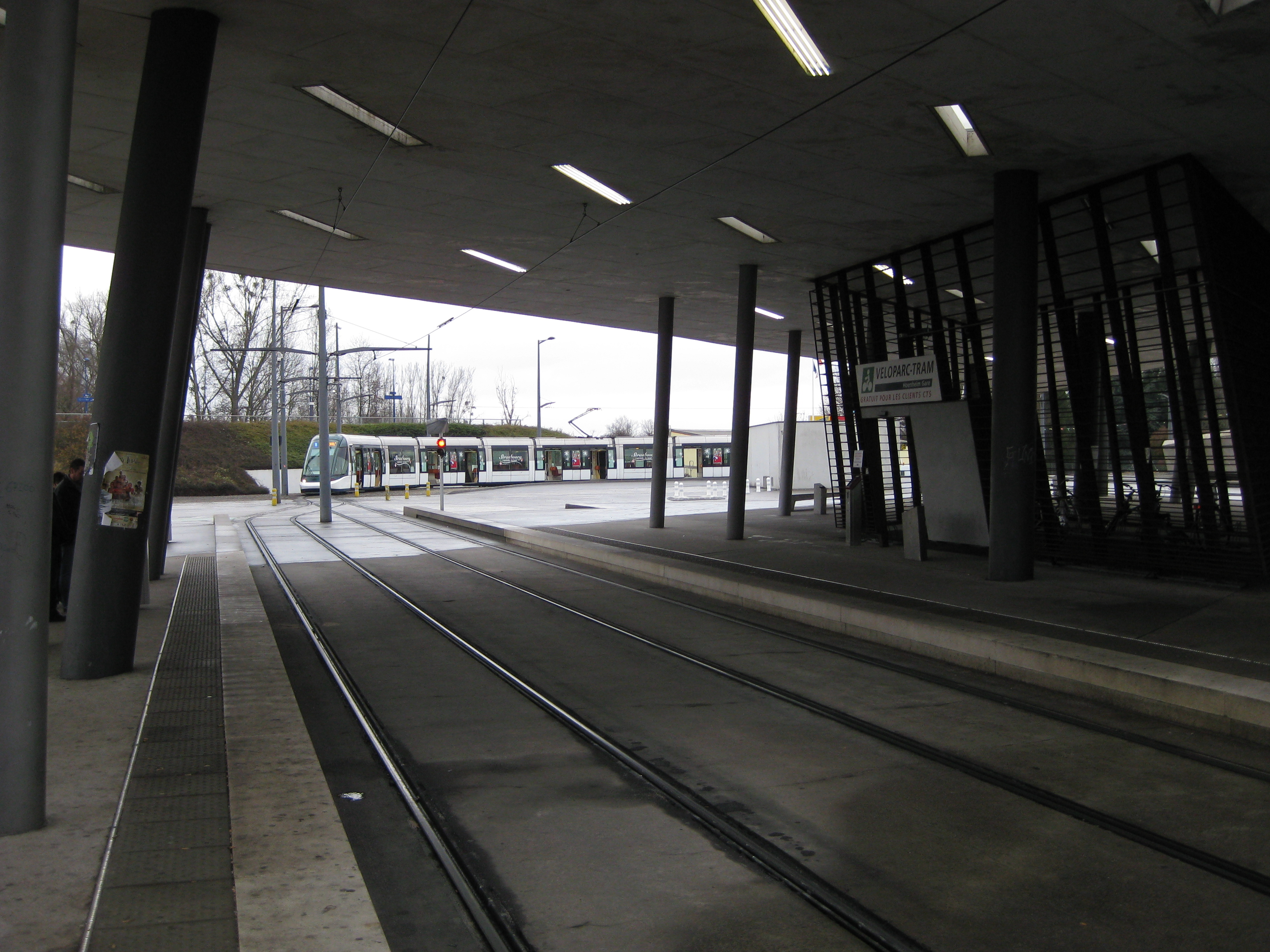
Tramway.
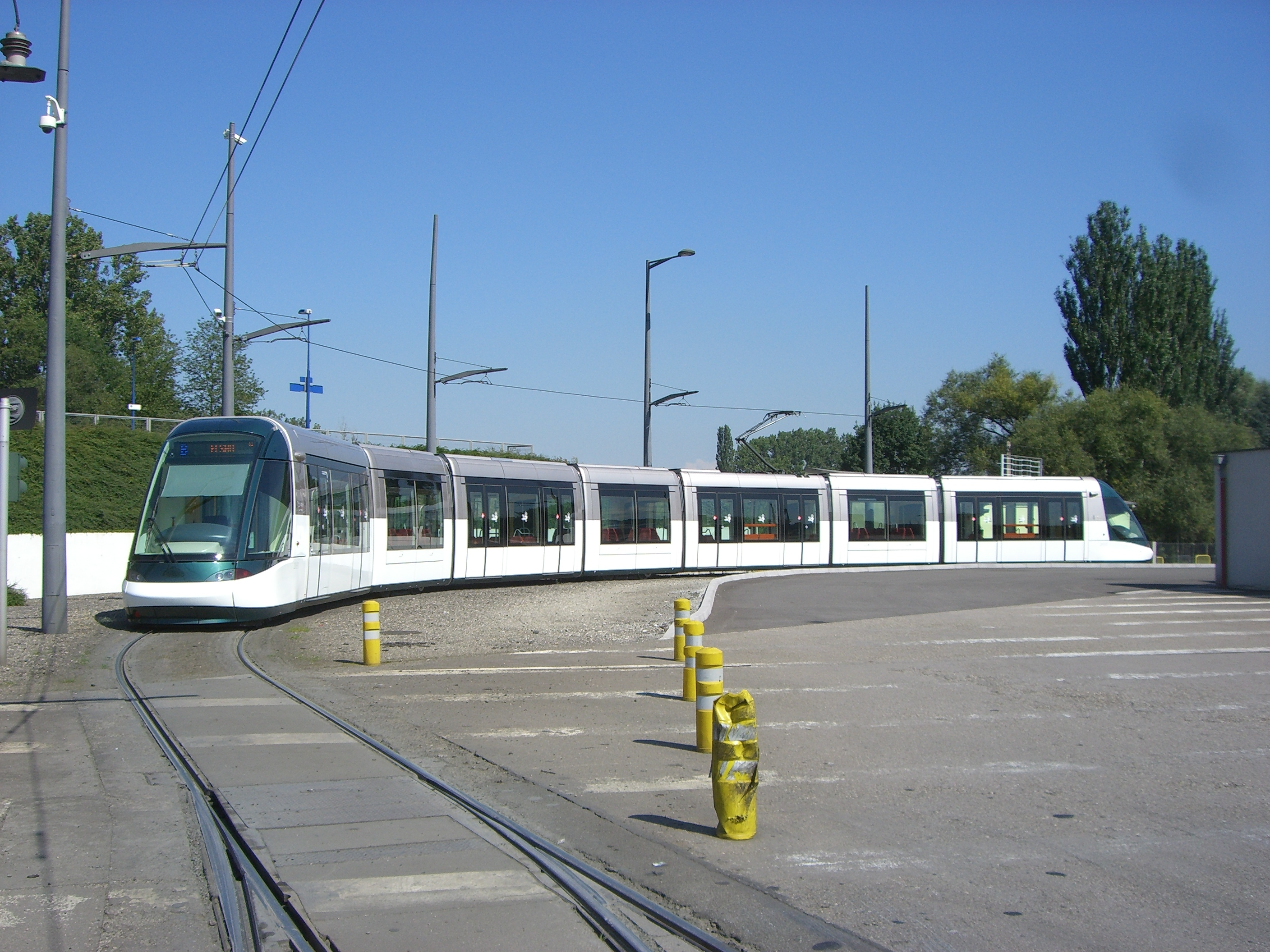
Station Lingolsheim Tiergaertel.

### Dépôt de l'Elsau

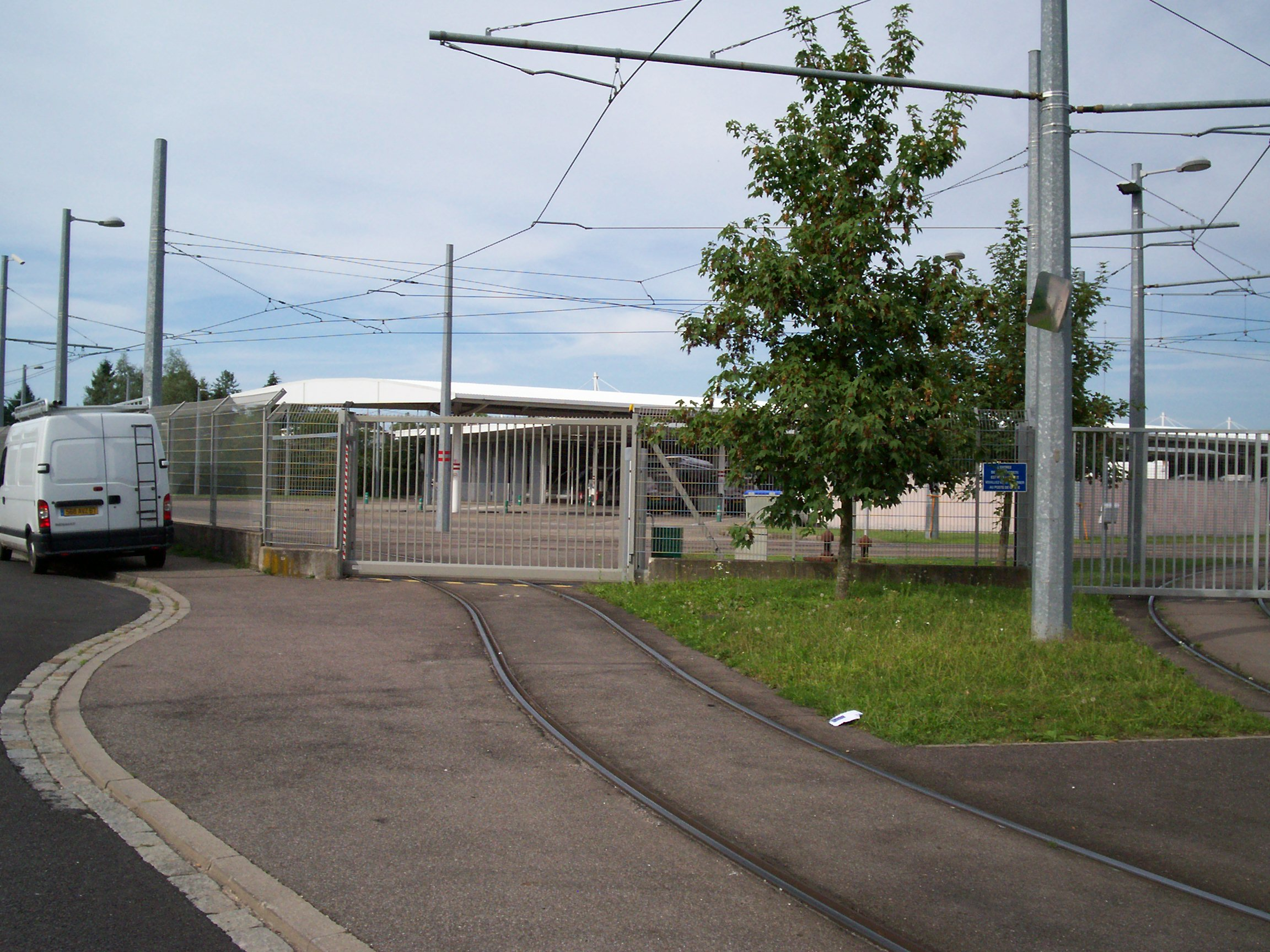
Le dépôt de l'Elsau.

Les rames de la ligne B du tramway de Strasbourg sont remisées à l'Unité de Production Elsau, construite à l'occasion de l'ouverture de cette ligne ainsi que celle de la ligne C, qui a ouvert ses portes en septembre 1999. Il comprend :
- un bâtiment administratif ;
- un remisage bus couvert de 1 872 m2 ;
- un remisage tram de 6 840 m2 ;
- une station service bus ;
- un atelier bus ;
- un atelier tram ;
- une station service tram ;
- une station de compression du gaz naturel de ville, nécessaire à l'approvisionnement des bus au gaz.

### Tension d'alimentation
La ligne B du tramway de Strasbourg est entièrement électrifiée en 750 volts continu.

## Schéma de la ligne

### Tracé

#### DeHœnheim GareàHomme de Fer
La ligne B du tramway de Strasbourg part de la station Hœnheim Gare, conçue par l'architecte Zaha Hadid, et circule jusqu'à Lingolsheim Tiergaertel. Les tramways s'engagent sur la rue du Chêne après un virage, suivi d'un autre dans la rue et un dernier au bout, au niveau de la Rue de la Robertsau. Les trams tournent à gauche, nous sommes sur l'avenue du Ried. Engagés ensuite sur un site propre longeant la rue du Hohenbourg, ils tournent à droite pour s'engager sur la rue du Marais, et filer vers le sud. Ils croisent la D 185 au niveau du Pont Phario, puis continuent sur l'avenue Pierre Mendès-France jusqu'au niveau de la Rue du Wacken. Les tramways tournent à gauche et filent vers le Wacken où ils se connectent à la ligne E. Désormais, les tramways filent vers le sud en empruntant l'avenue Schutzenberger, desservent la place de Bordeaux à travers la station Lycée Kléber. Ils obliquent ensuite légèrement vers l'ouest en empruntent désormais l'avenue de la Paix, qui permet d'aboutir sur la place de la République. À cet endroit, ils tournent à droite pour desservir la station éponyme : ils sont en correspondance avec les lignes C et F en plus de la E. Ils empruntent, désormais en compagnie des tramways des lignes C et F, ensuite le pont du Théâtre, desservent la place de Broglie, empruntent les rues de la Mésange puis de la Haute Montée. Les tramways croisent les voies des lignes A et D : nous sommes alors à Homme de Fer.

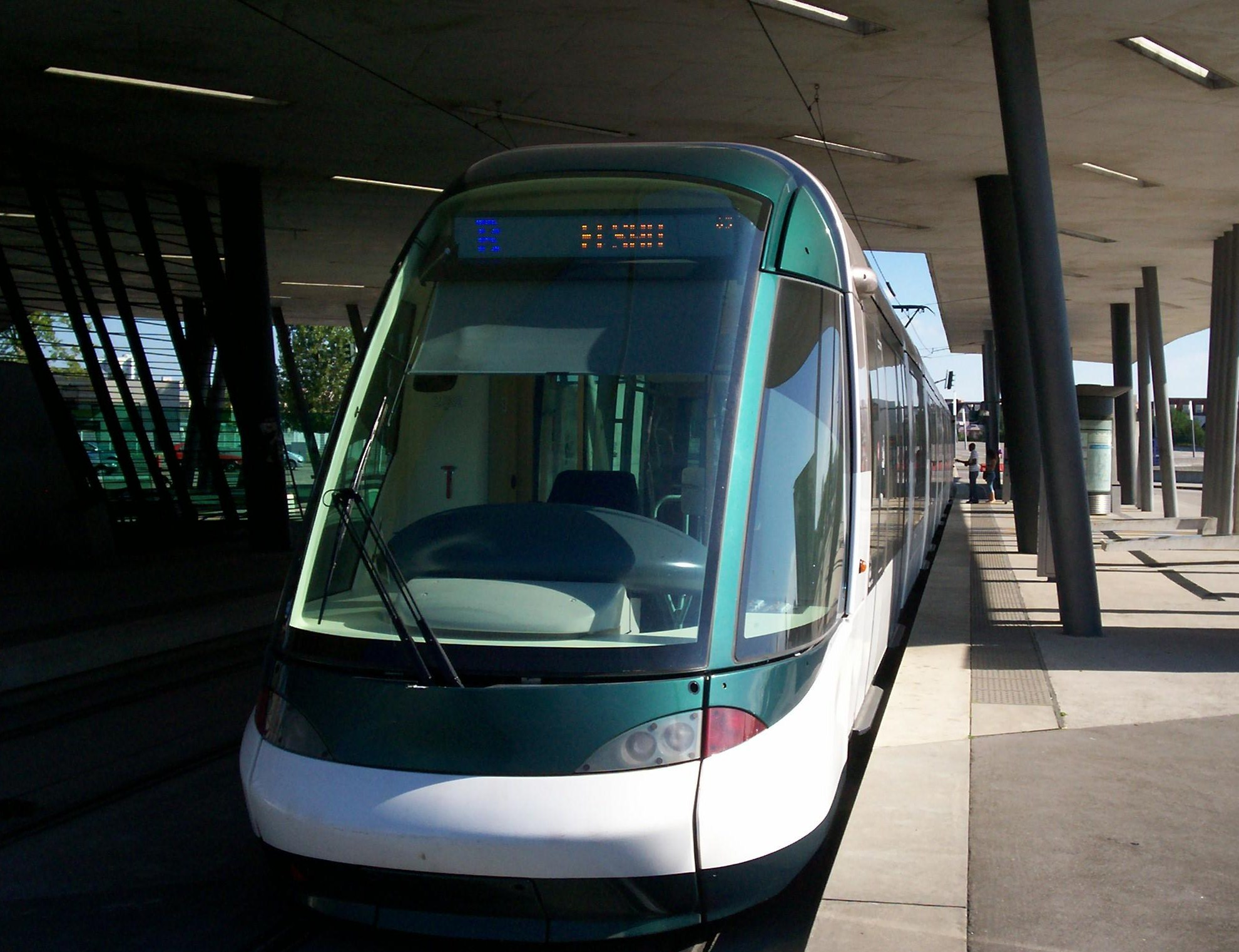
À Hœnheim Gare.
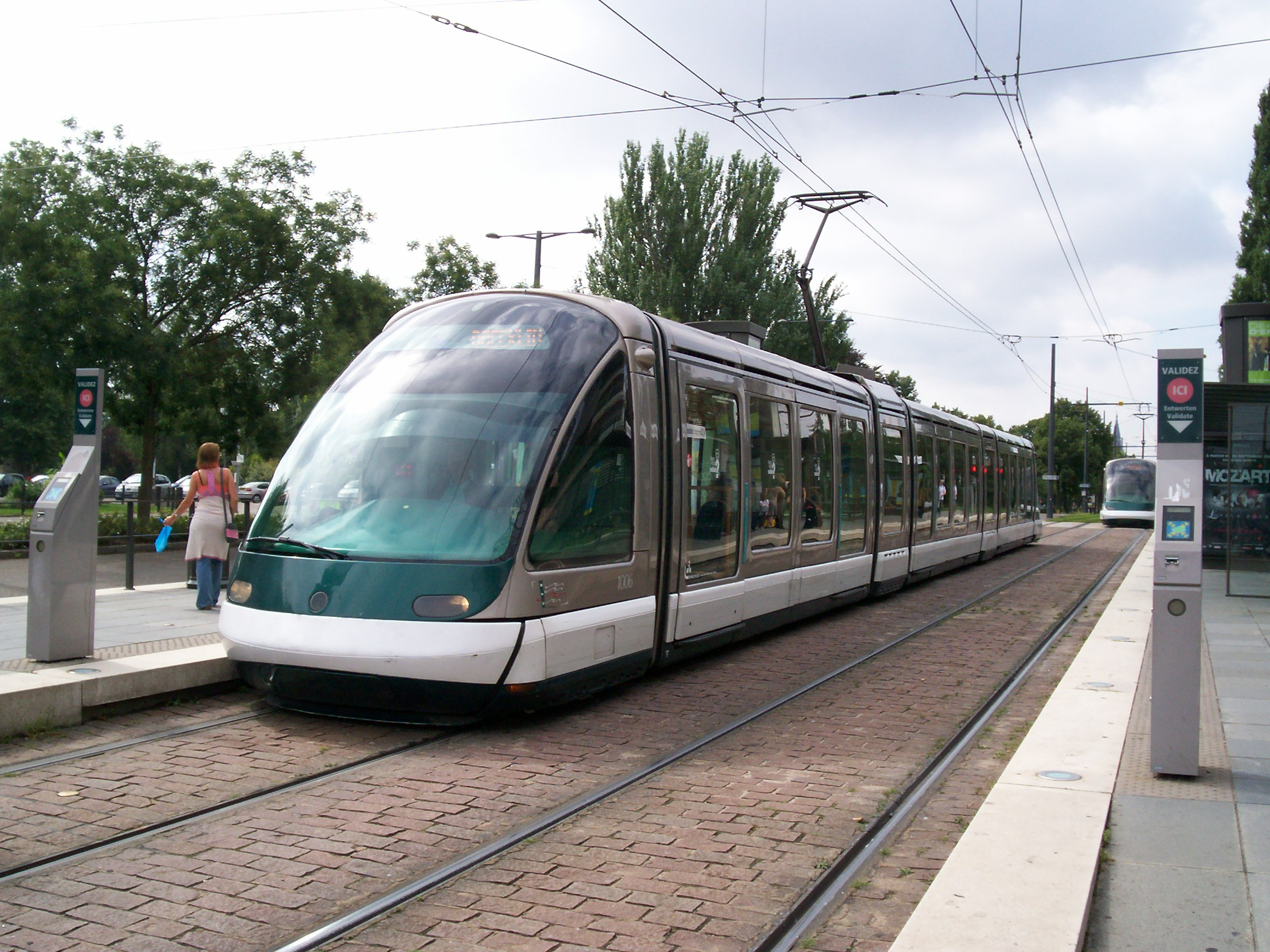
À Wacken.
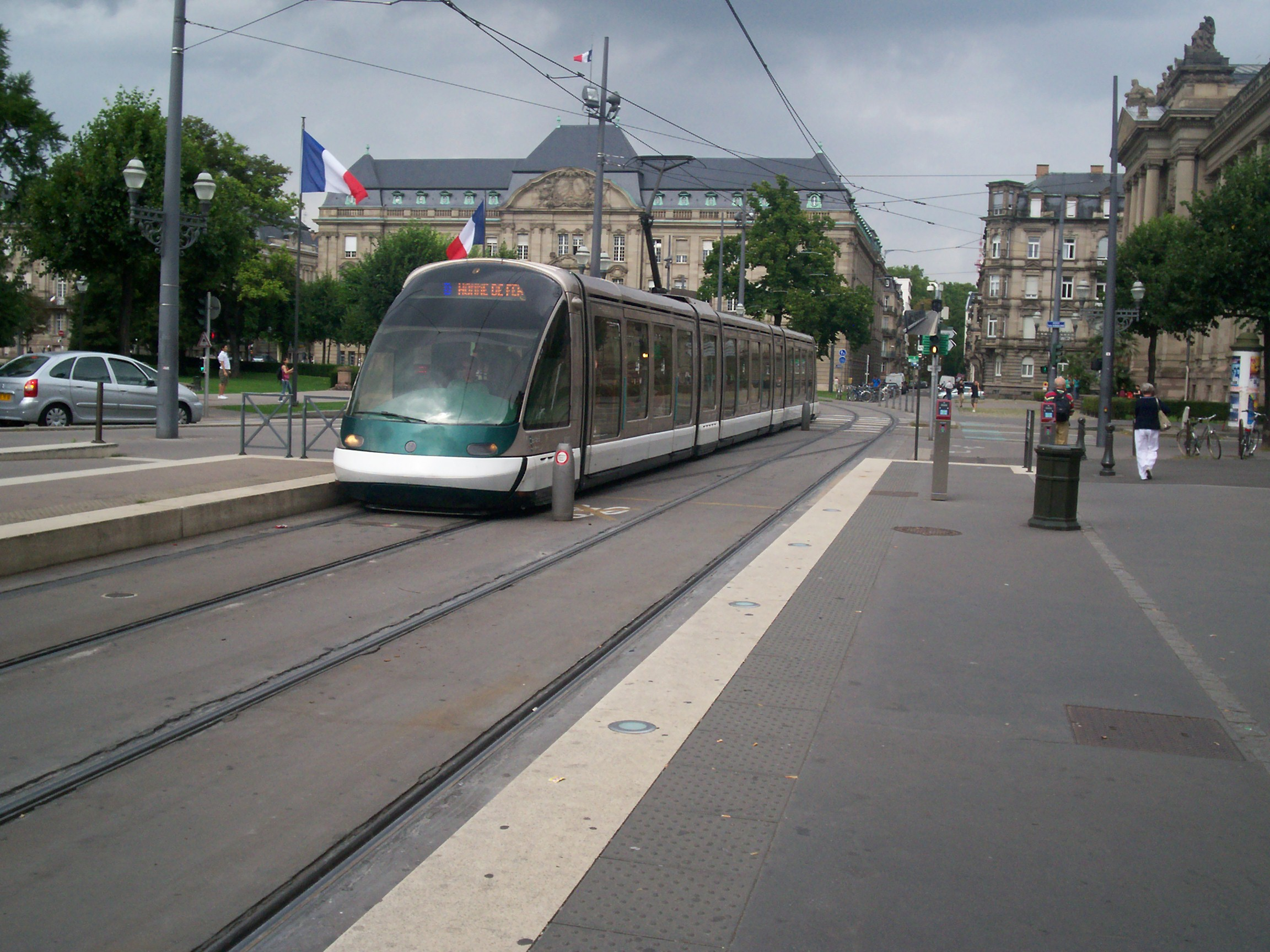
À République.
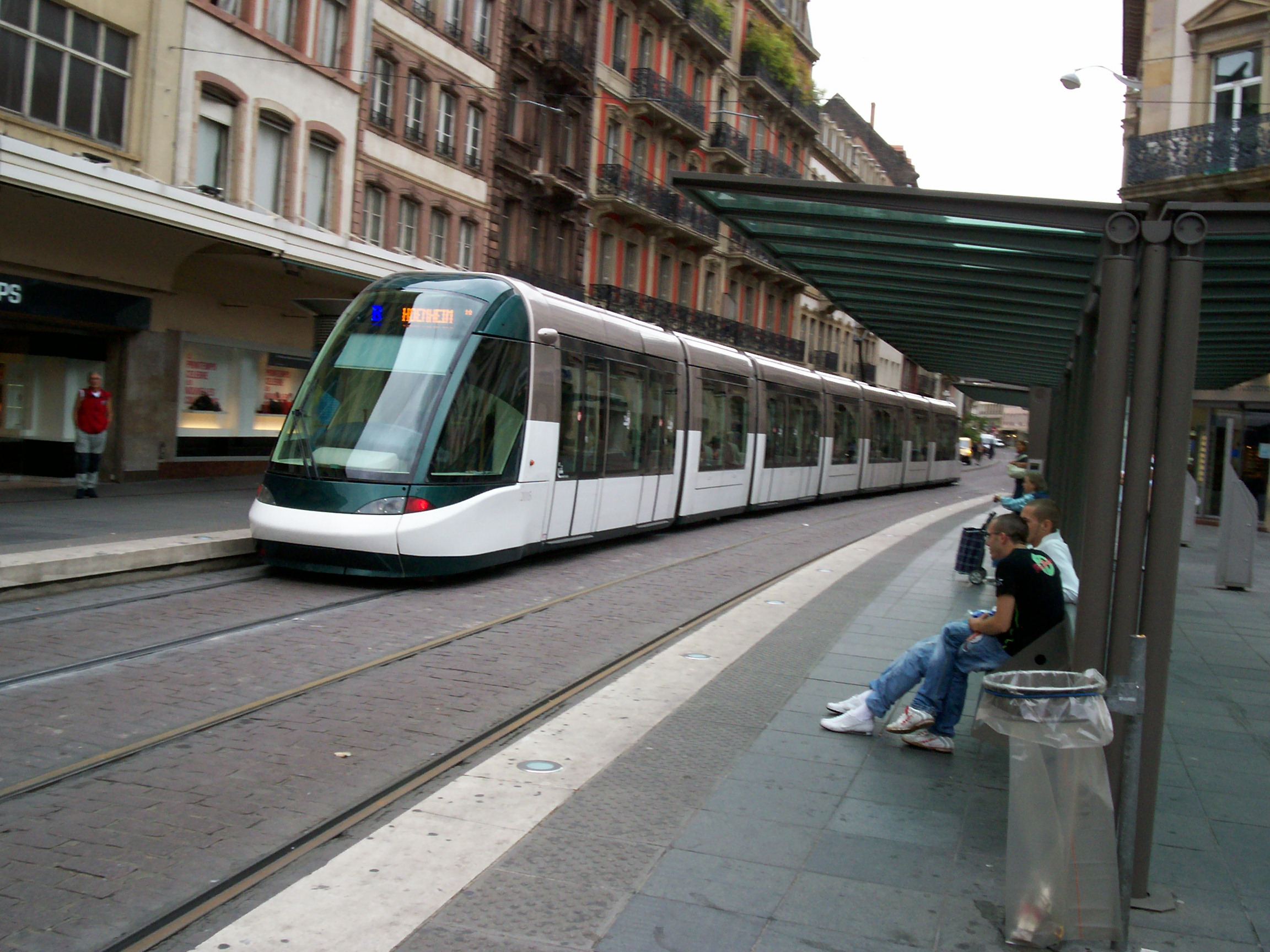
À Homme de Fer.

#### DeHomme de FeràLingolsheim Tiergaertel

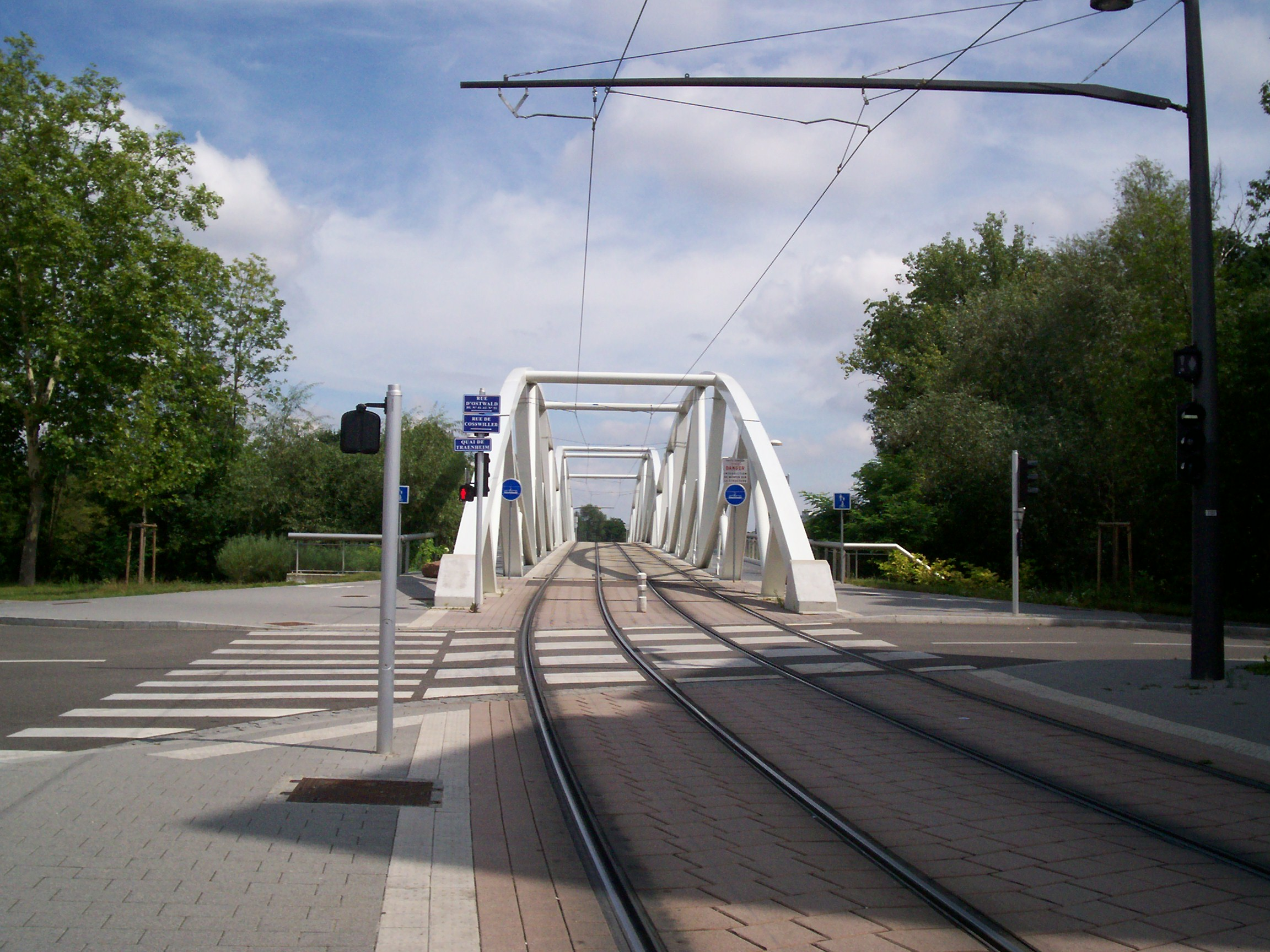
Pont sur l'Ill à proximité dElmerforst.

Les tramways de la ligne B du tramway de Strasbourg continuent sur la rue piétonne du Vieux Marché aux Vins où ils quittent les tramways de la ligne C. Ils longent ensuite en compagnie des tramways de la ligne F, le quai Desaix puis de Turckheim. En tournant à droite, ils s'engagent sur le Pont National, puis sur le faubourg éponyme où ils laissent les tramways de la ligne F. Ils tournent à gauche sur la Rue de Molsheim puis sur la Route de Schirmeck. Les voies des tramways se séparent et se situent désormais de part et d'autre de la gare routière de la station Montagne Verte. Ensuite, les rames tournent à gauche pour s'engager sur la Rue de la Montagne Verte et passent sur l'Ill. Elles tournent à gauche pour emprunter la rue de l'Unterelsau et prennent un grand virage vers la droite. Nous sommes à Elsau. Les tramways passent ensuite le raccordement vers le dépôt de l'Elsau, prennent un virage vers la gauche. Ils desservent Martin Schongauer puis prennent un virage vers la droite et après un site propre intégral, s'engagent sur le pont Jost-Haller, passant alors à nouveau au-dessus de l'Ill, pour aboutir à Elmerforst. Les tramways prennent un virage vers la gauche et sont désormais au centre de la rue d'Ostwald puis du Général Leclerc, jusqu'au niveau de la Rue de l'Ile des Pêcheurs où un virage, vers la droite, les emmène à Ostwald Hôtel de Ville. Après un parcours en courbe, qui passe à proximité de l'Étang Borie, au niveau de la station éponyme, prennent un virage à droite passant sur les voies ferrées. Les tramways arrivent à Alouettes, station desservant une gare routière. Et après un virage serré vers la droite puis après une ligne droite, un assez serré virage vers la gauche, et une dernière ligne, les tramways de la ligne B arrivent au terminus en cul-de-sac de Lingolsheim Tiergaertel.

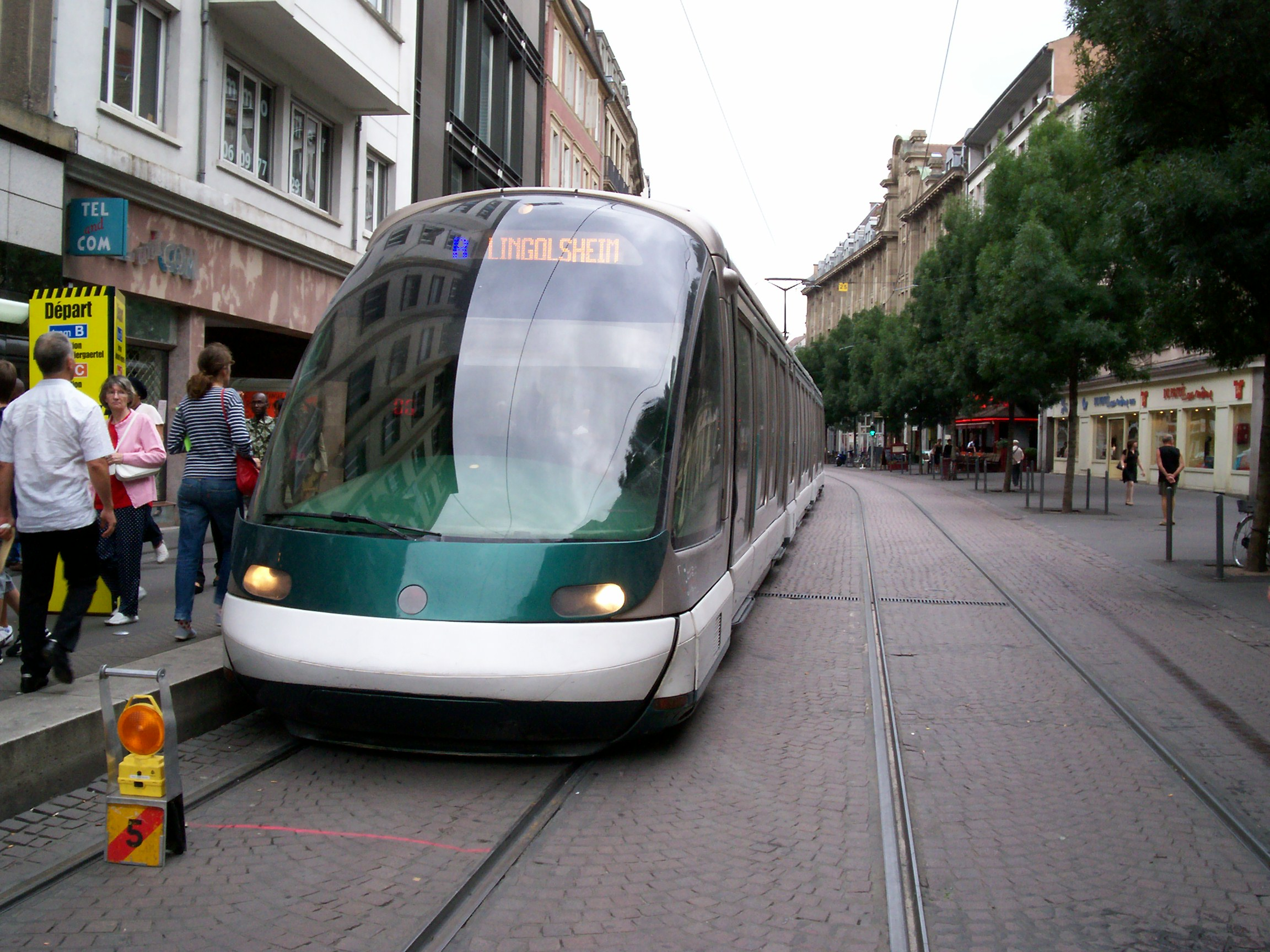
À Homme de Fer sur un quai particulier.
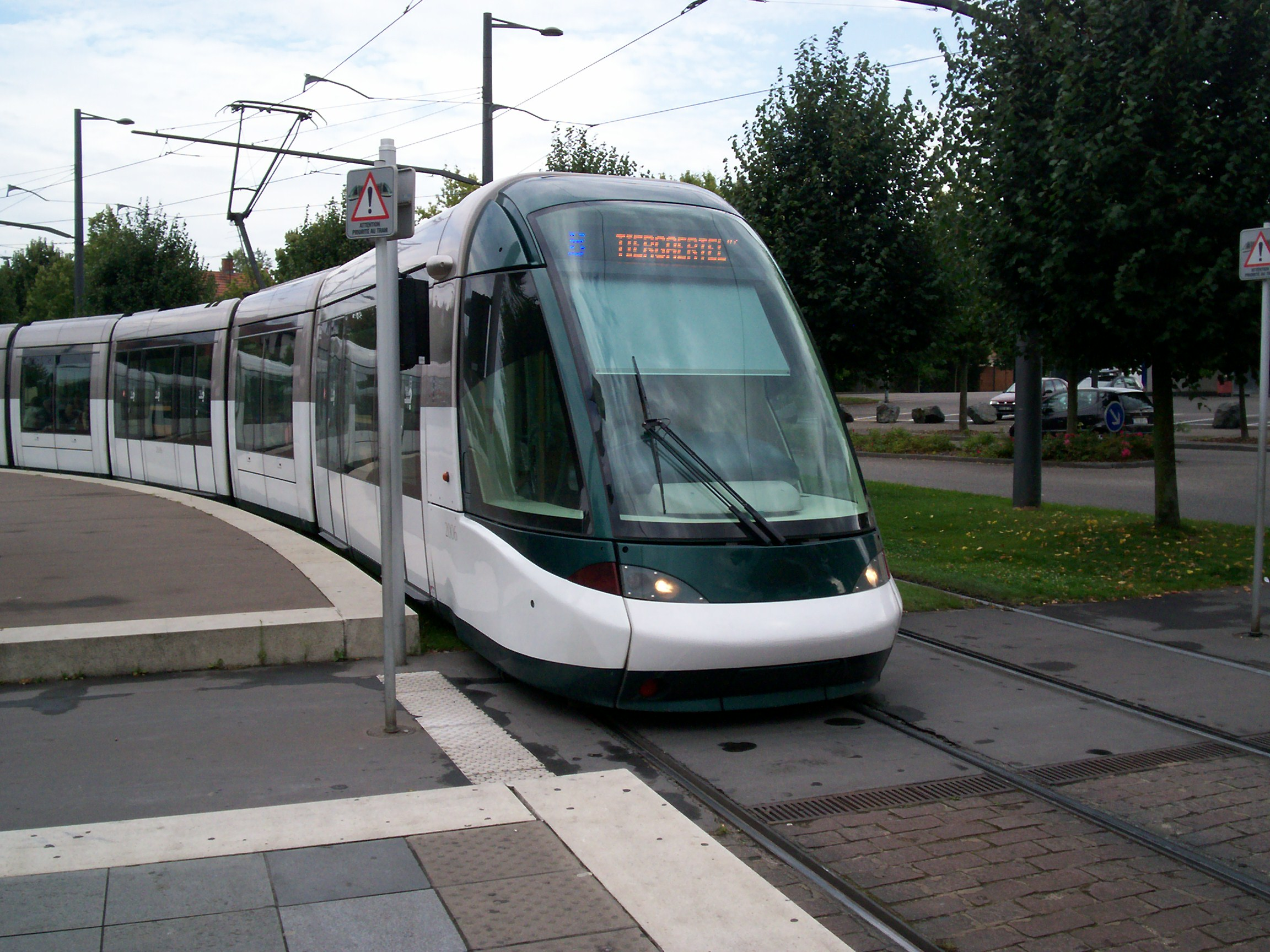
À Elsau.
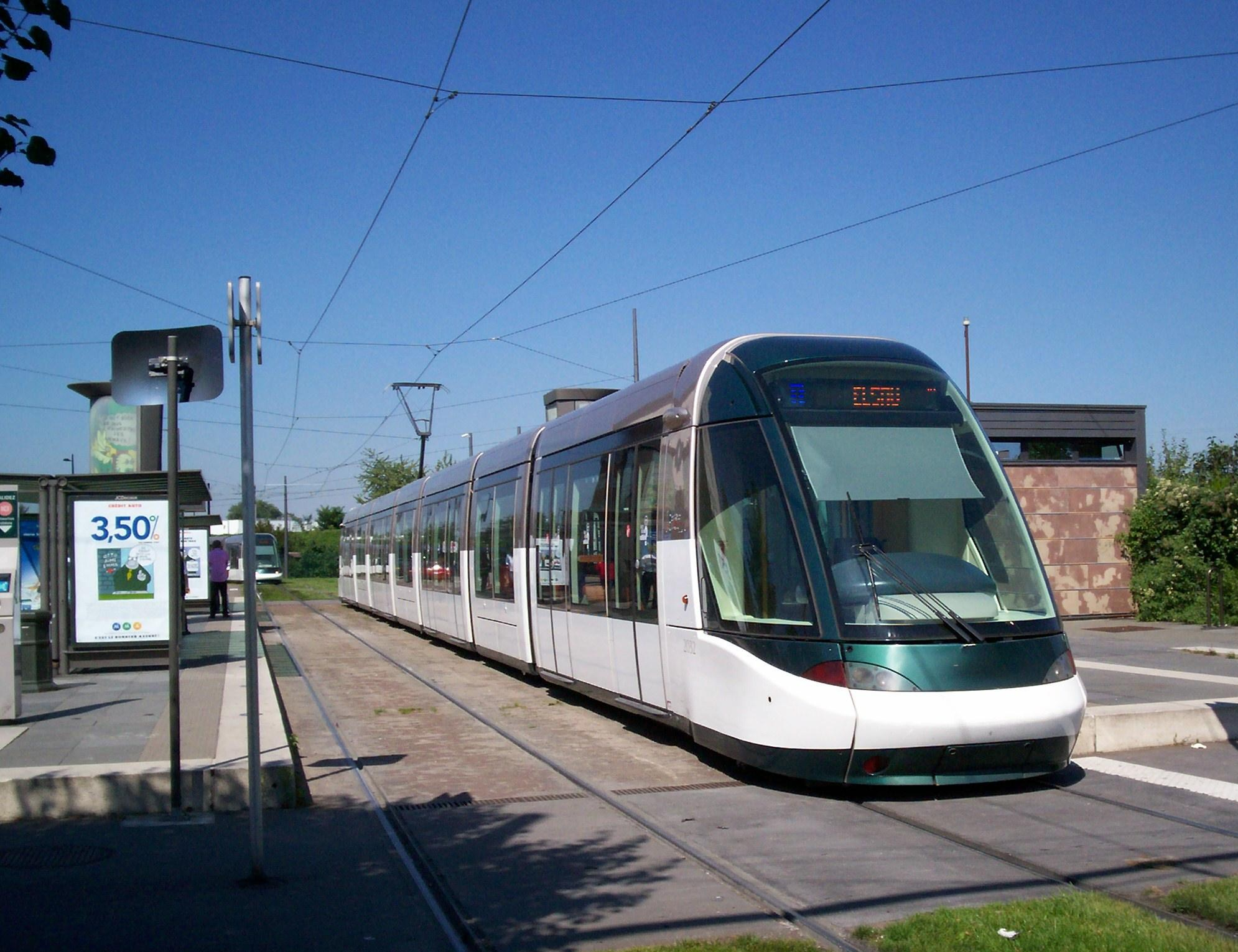
À Elsau, avant les prolongements sud.
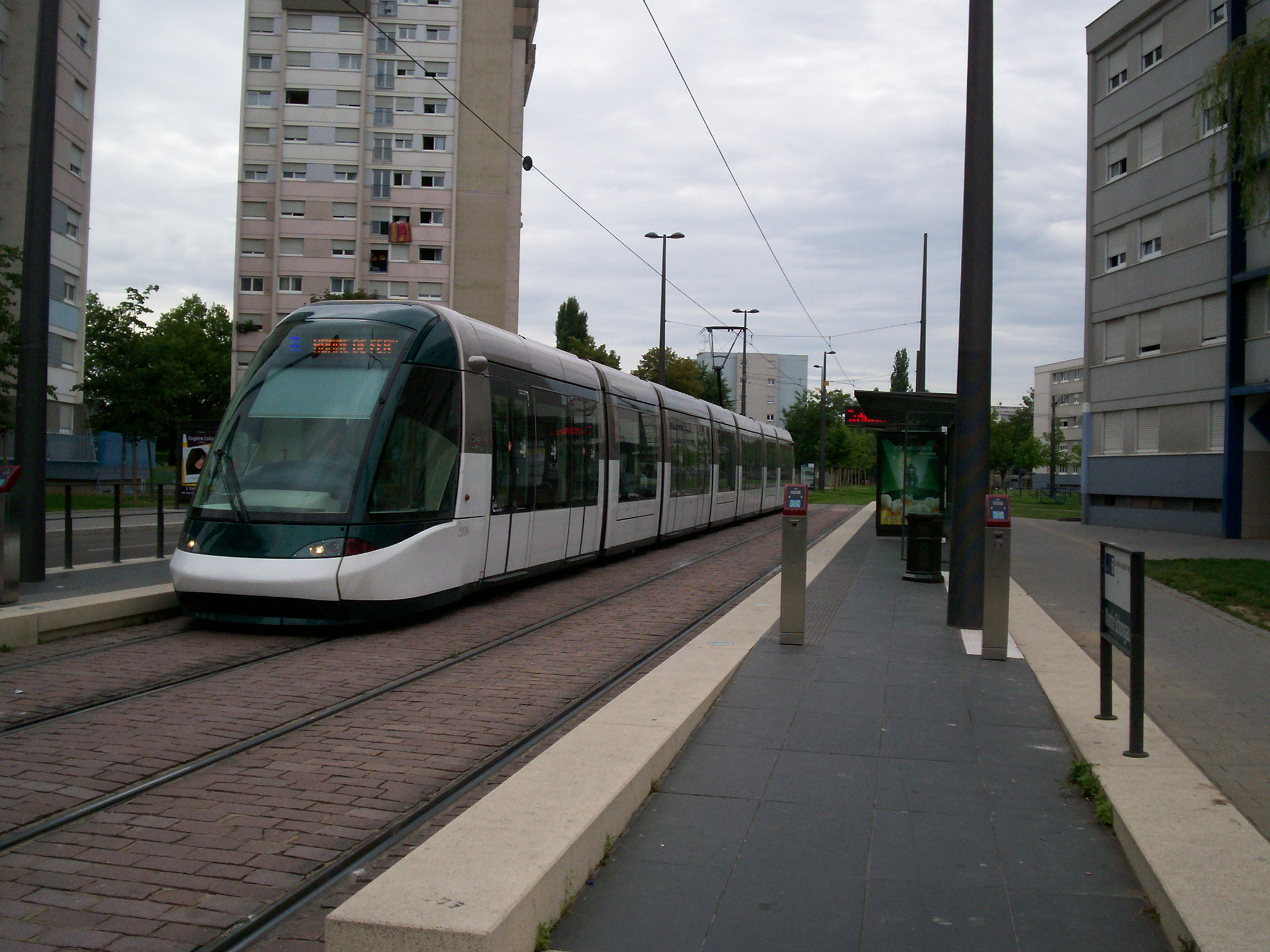
À Martin Schongauer.
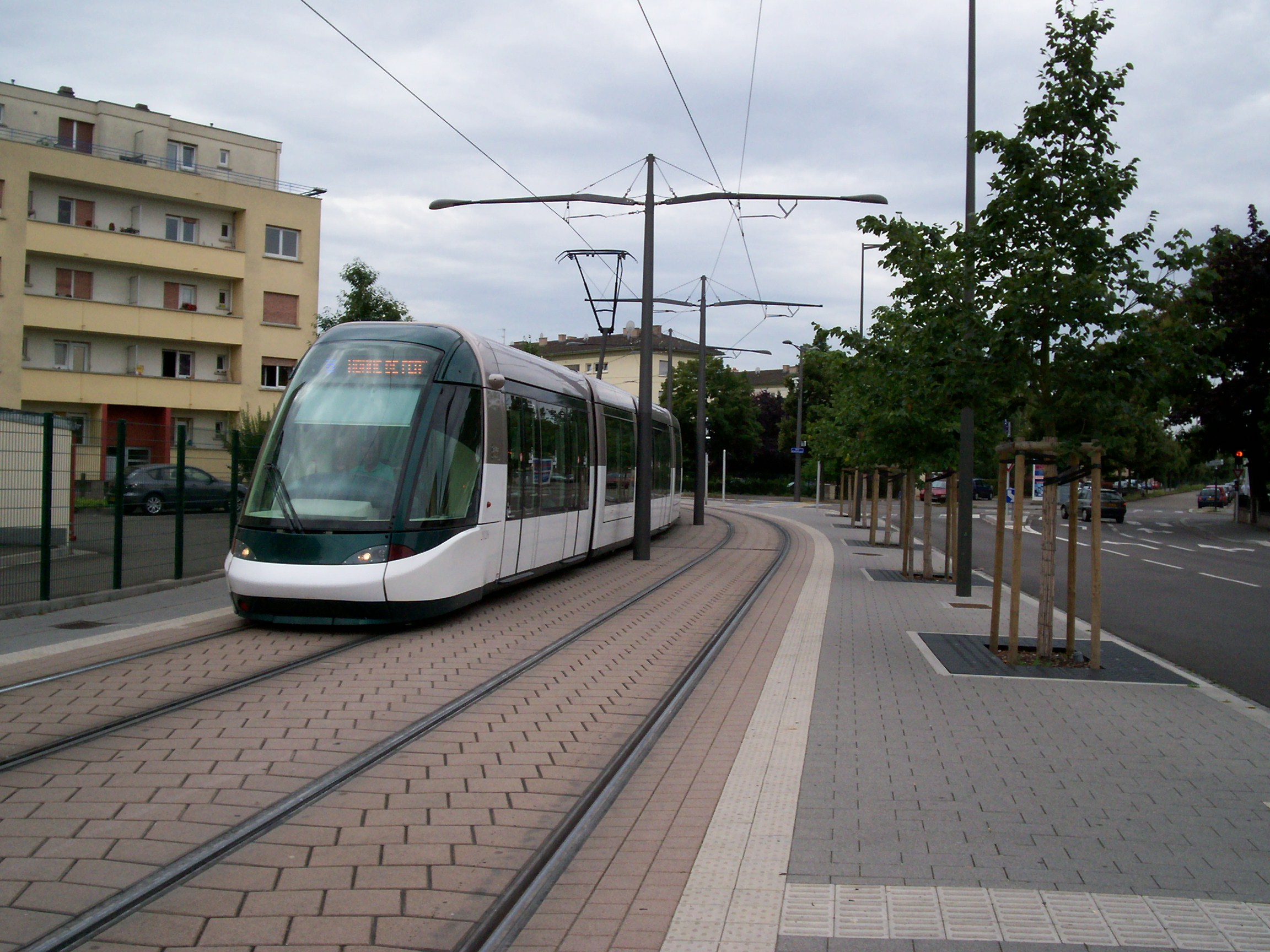
À Elmerforst.
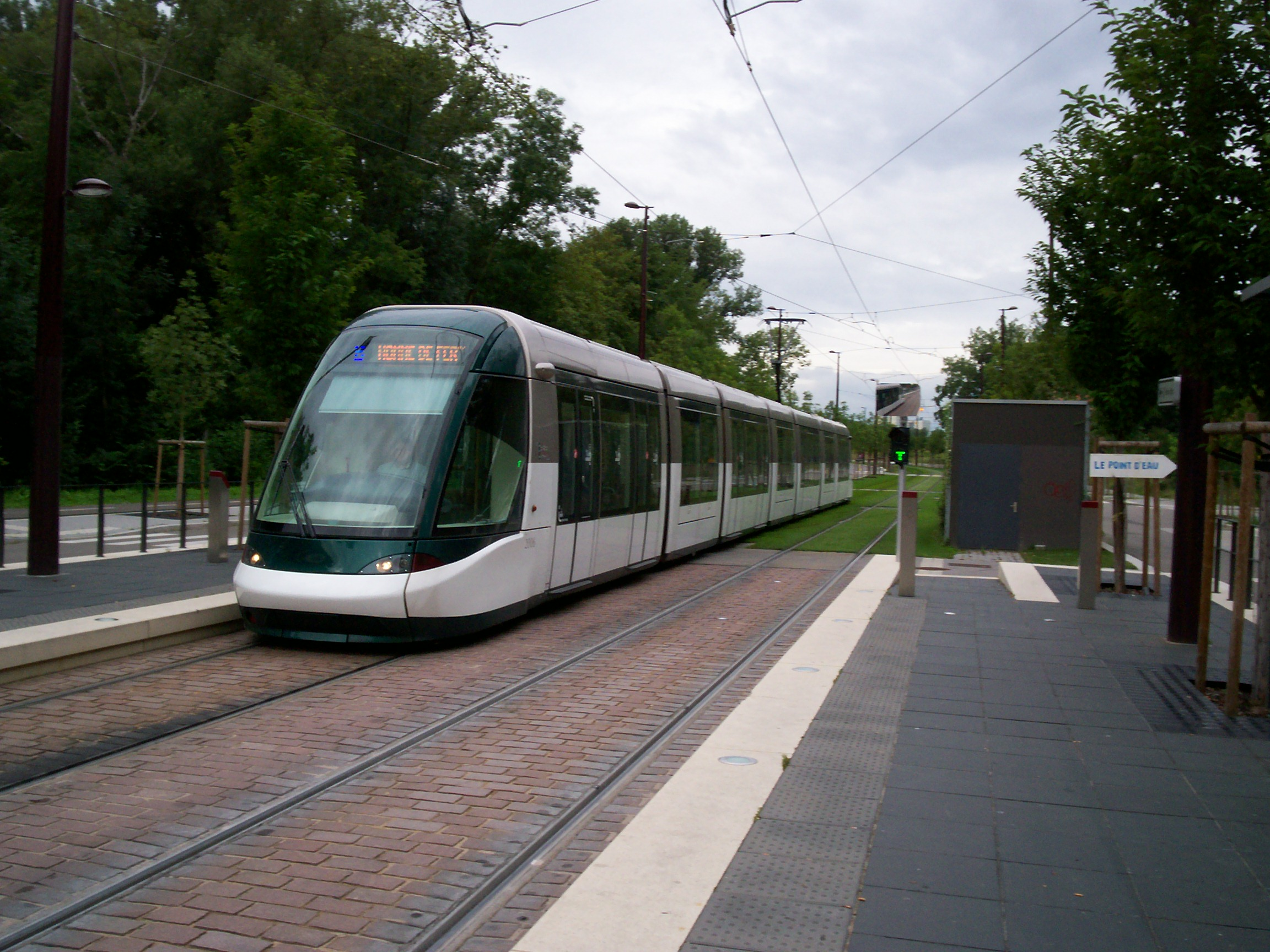
À Ostwald Hôtel de Ville.
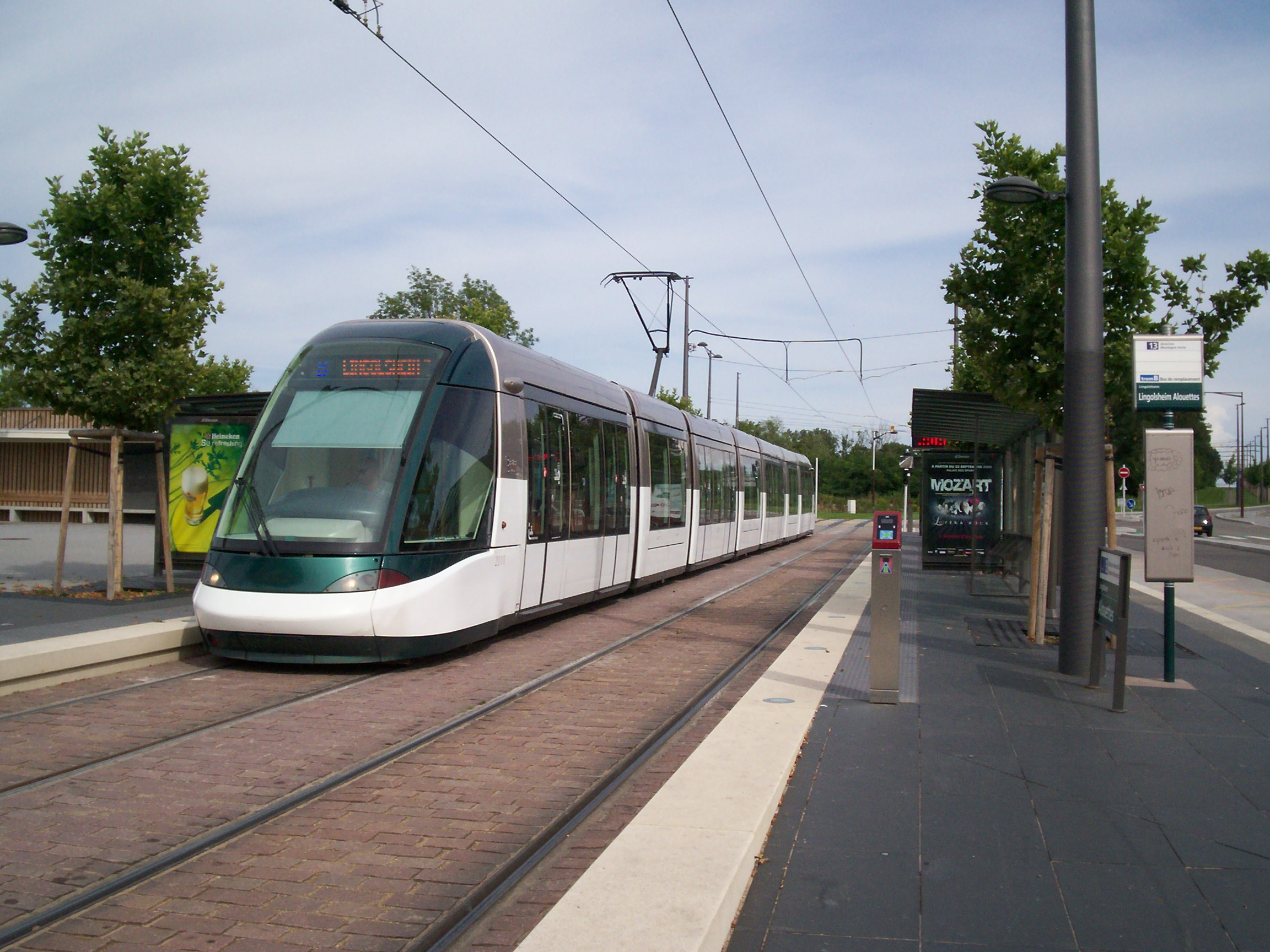
À Alouettes.
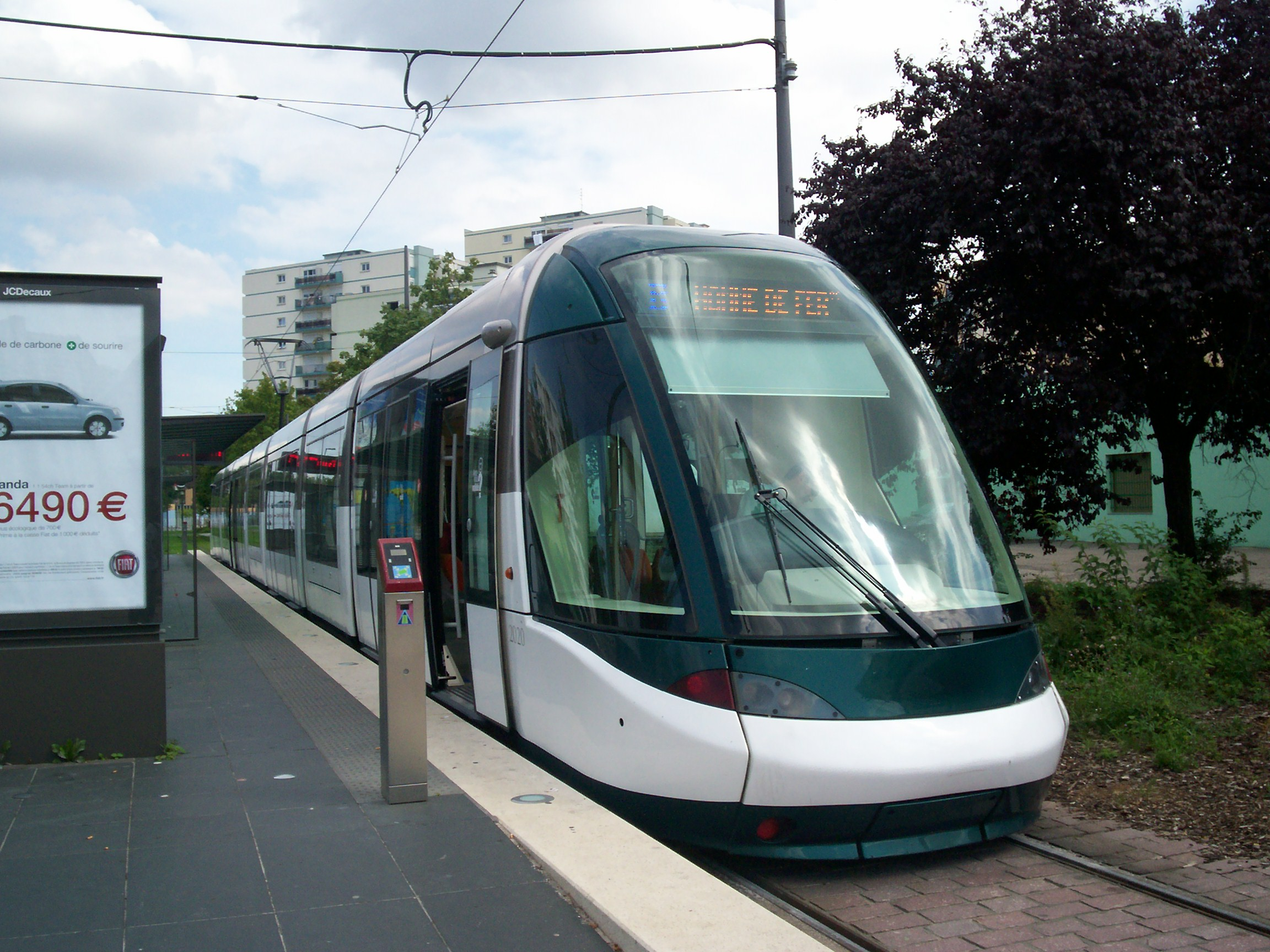
À Lingolsheim Tiergaertel.

### Liste des stations
La ligne B du tramway de Strasbourg dessert les 27 stations suivantes :
|  |   |  | Stations                             | Lat/Long                        | Communes desservies     | Correspondances |
|  | - |  | ------------------------------------ | ------------------------------- | ----------------------- | --------------- |
|  | ■ |  | Hœnheim Gare                         | 48° 37′ 41,2″ N, 7° 45′ 31″ E   | Hœnheim                 | Gare SNCF       |
|  | • |  | Général de Gaulle                    | 48° 37′ 17,9″ N, 7° 45′ 50,2″ E | Hœnheim                 |                 |
|  | • |  | Le Ried                              | 48° 37′ 17″ N, 7° 46′ 04″ E     | Hœnheim                 |                 |
|  | • |  | Lycée Marc Bloch                     | 48° 36′ 59,6″ N, 7° 46′ 04,6″ E | Hœnheim                 |                 |
|  | • |  | Pont Phario                          | 48° 36′ 46,8″ N, 7° 46′ 01,8″ E | Bischheim, Schiltigheim |                 |
|  | • |  | Le Marais                            | 48° 36′ 35,7″ N, 7° 45′ 56,6″ E | Bischheim, Schiltigheim |                 |
|  | • |  | Futura Glacière                      | 48° 36′ 18,2″ N, 7° 45′ 33,8″ E | Schiltigheim            |                 |
|  | • |  | Rives de l'Aar                       | 48° 36′ 02,7″ N, 7° 45′ 16,6″ E | Schiltigheim            | Parc relais     |
|  | • |  | Wacken                               | 48° 35′ 55″ N, 7° 45′ 38,4″ E   | Strasbourg              | tram E bus H    |
|  | • |  | Lycée Kléber                         | 48° 35′ 39″ N, 7° 45′ 28″ E     | Strasbourg              | tram E bus H    |
|  | • |  | Parc du Contades                     | 48° 35′ 25″ N, 7° 45′ 21,5″ E   | Strasbourg              | tram E          |
|  | • |  | République                           | 48° 35′ 10,8″ N, 7° 45′ 14,5″ E | Strasbourg              | tram C E F      |
|  | • |  | Place Broglie                        | 48° 35′ 05,1″ N, 7° 44′ 57,5″ E | Strasbourg              | tram C F        |
|  | • |  | Homme de Fer                         | 48° 35′ 03,4″ N, 7° 44′ 41″ E   | Strasbourg              | tram A C D F    |
|  | • |  | Alt Winmärik (Vieux Marché aux Vins) | 48° 35′ 00,3″ N, 7° 44′ 24,9″ E | Strasbourg              | tram F          |
|  | • |  | Faubourg National                    | 48° 34′ 56,7″ N, 7° 44′ 11,8″ E | Strasbourg              | tram F          |
|  | • |  | Musée d'Art Moderne                  | 48° 34′ 40,4″ N, 7° 44′ 02,4″ E | Strasbourg              |                 |
|  | • |  | Laiterie                             | 48° 34′ 33,4″ N, 7° 43′ 53,4″ E | Strasbourg              | bus G           |
|  | • |  | Montagne Verte                       | 48° 34′ 28,6″ N, 7° 43′ 38,6″ E | Strasbourg              |                 |
|  | • |  | Elsau                                | 48° 34′ 04,2″ N, 7° 43′ 34,6″ E | Strasbourg              | Parc relais     |
|  | • |  | Martin Schongauer                    | 48° 33′ 58″ N, 7° 43′ 12,4″ E   | Strasbourg              |                 |
|  | • |  | Elmerforst                           | 48° 33′ 47,1″ N, 7° 42′ 41,8″ E | Strasbourg              |                 |
|  | • |  | Wihrel                               | 48° 33′ 17,1″ N, 7° 42′ 46″ E   | Ostwald                 |                 |
|  | • |  | Ostwald Hôtel de Ville               | 48° 33′ 03,7″ N, 7° 42′ 36,4″ E | Ostwald                 |                 |
|  | • |  | Bohrie                               | 48° 32′ 58,4″ N, 7° 42′ 08,6″ E | Ostwald                 |                 |
|  | • |  | Lingolsheim Alouettes                | 48° 33′ 04,8″ N, 7° 41′ 32,8″ E | Lingolsheim             |                 |
|  | ■ |  | Lingolsheim Tiergaertel              | 48° 33′ 13,8″ N, 7° 41′ 23,2″ E | Lingolsheim             |                 |

### Desserte de la gare centrale
Depuis sa mise en service le 1er septembre 2000, la ligne B du tramway de Strasbourg dessert indirectement la gare de Strasbourg, grâce à l'implantation d'une station nommée Faubourg National située à 300 m de la gare par la Petite rue de la Course.
La gare de Strasbourg a été inaugurée le 15 août 1883, sur les plans de l'architecte berlinois Johann Eduard Jacobsthal, et remplaça dès lors la gare d'origine près des halles, en cul-de-sac et trop exigüe. Cette gare, construite par les autorités allemandes, est située au carrefour des grands axes internationaux Paris-Vienne et Bâle-Bruxelles, sur le terrain des anciennes fortifications de Vauban. À l'origine, cette gare était non seulement une gare de voyageurs, mais aussi une gare de marchandises et une gare de triage. La vaste place en hémicycle se situant devant la façade de l'édifice a été déterminante pour le choix de l'emplacement de cette gare.
Elle est la principale gare de l'agglomération strasbourgeoise et l'une des principales de l'est de la France. Elle est desservie par toutes sortes de trafics : TER Alsace, TER 200, TGV et trains internationaux. L'ouverture de la LGV Est européenne en juin 2007 a permis une augmentation importante du trafic dans cette gare, Strasbourg ne se trouvant dès lors plus qu'à 2h20, puis 1h50 lorsque la deuxième partie de la ligne aura été construite, de la gare de Paris-Est. L'ouverture de la branche est de la LGV Rhin-Rhône le 11 décembre 2011 permet de gagner une heure entre Strasbourg et Lyon.

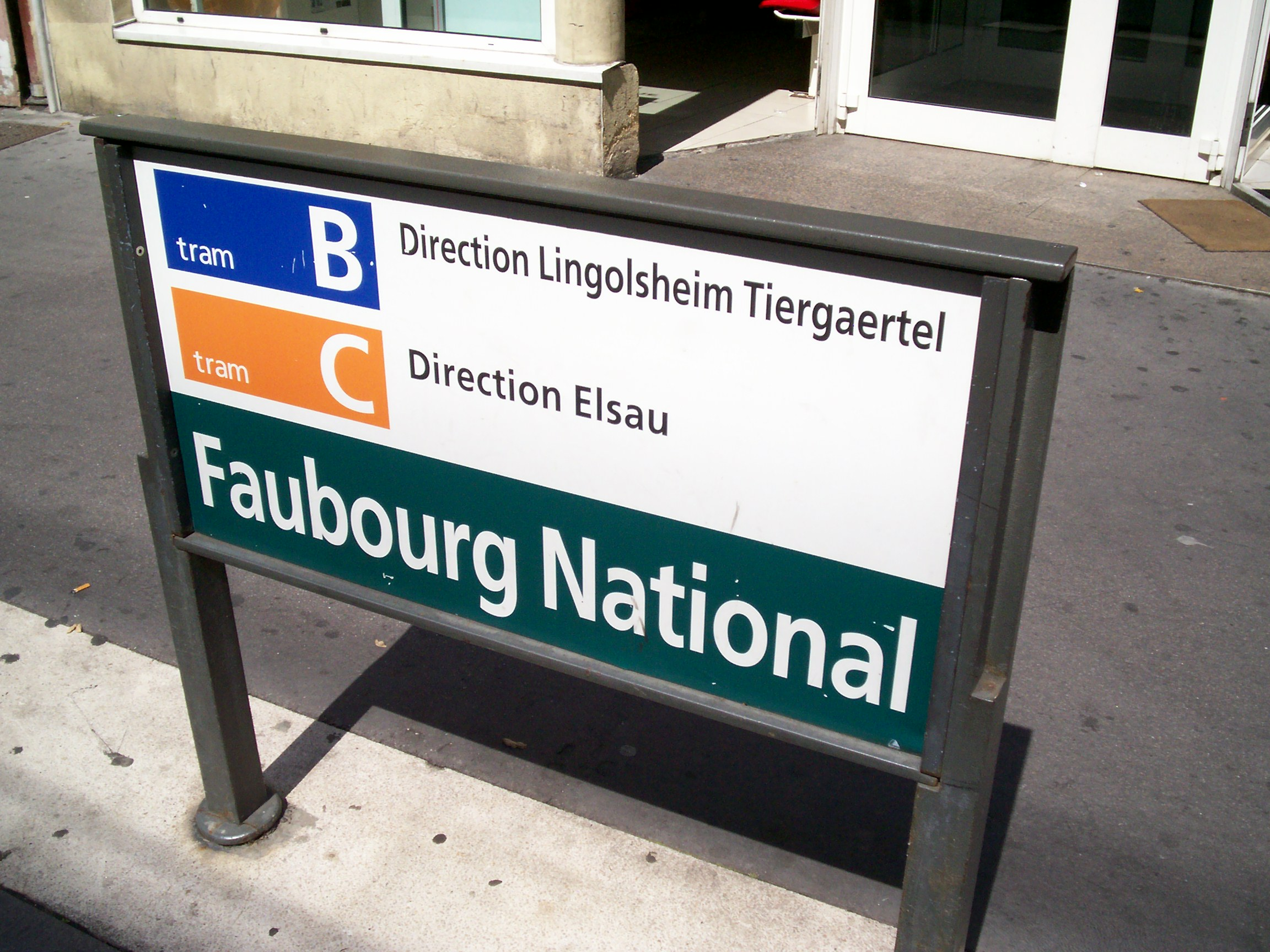
Signalétique, en 2009.
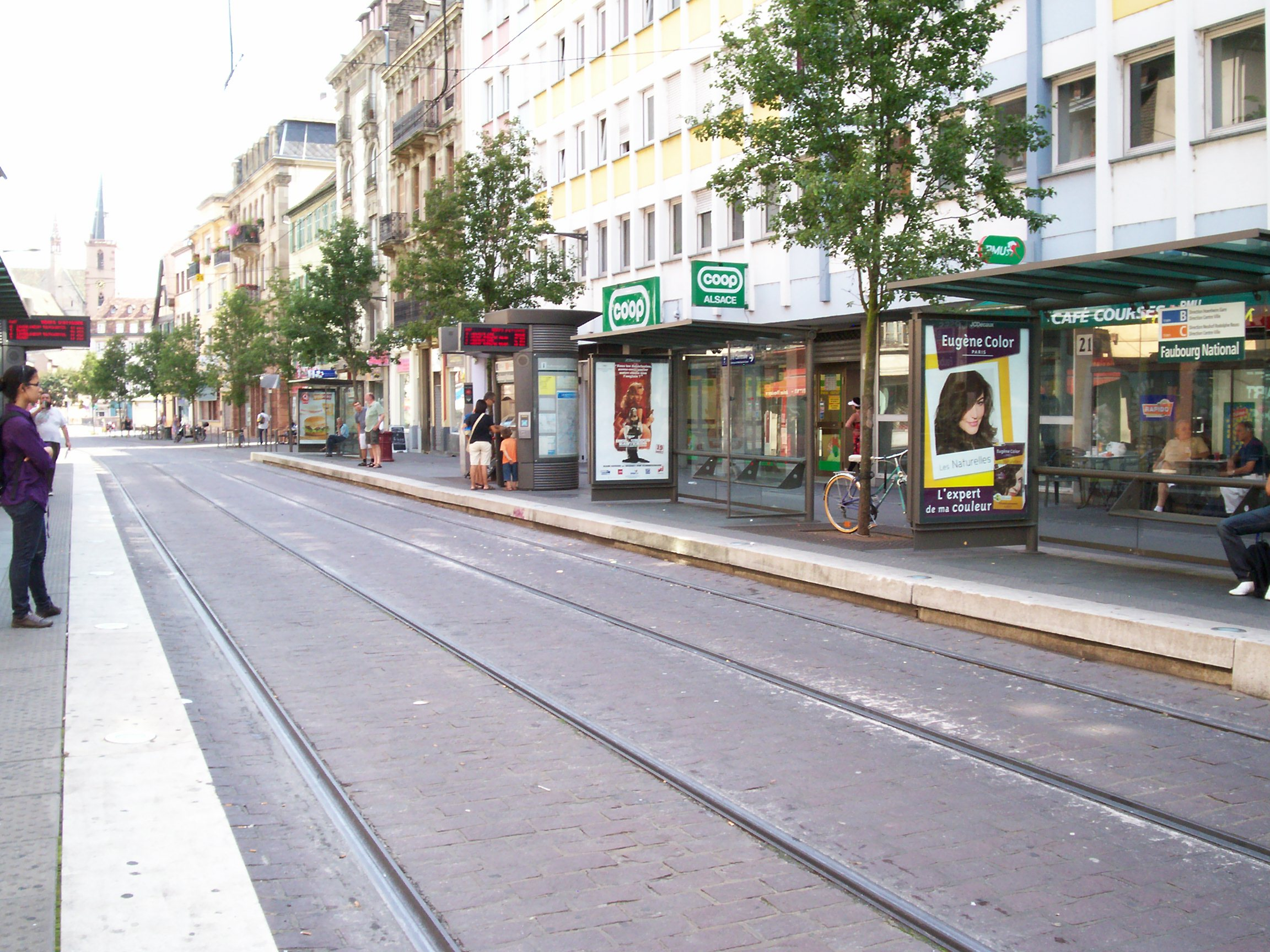
La station.
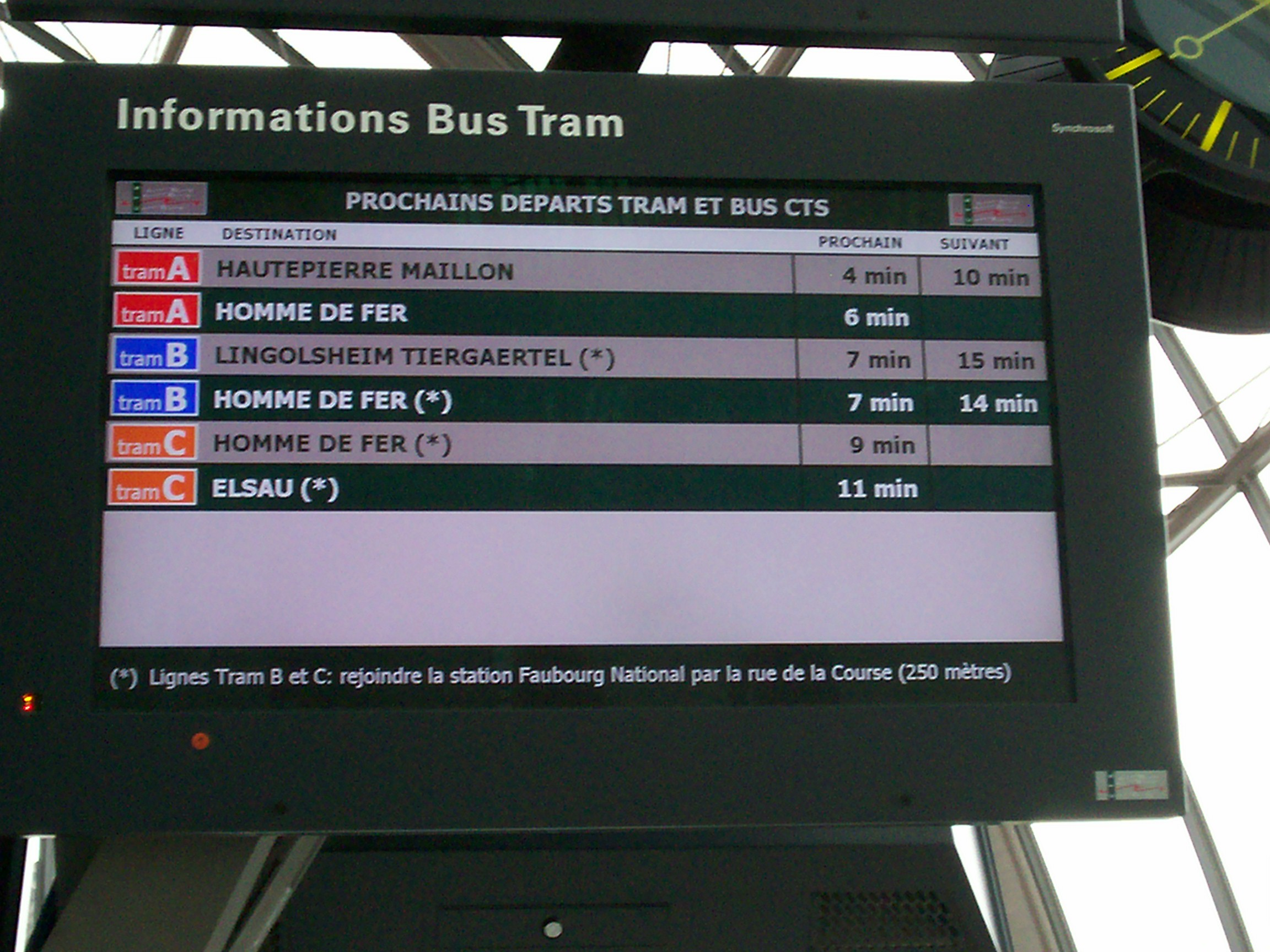
Information voyageurs à la Gare de Strasbourg, en 2009.

## Exploitation de la ligne

### Principes de la desserte

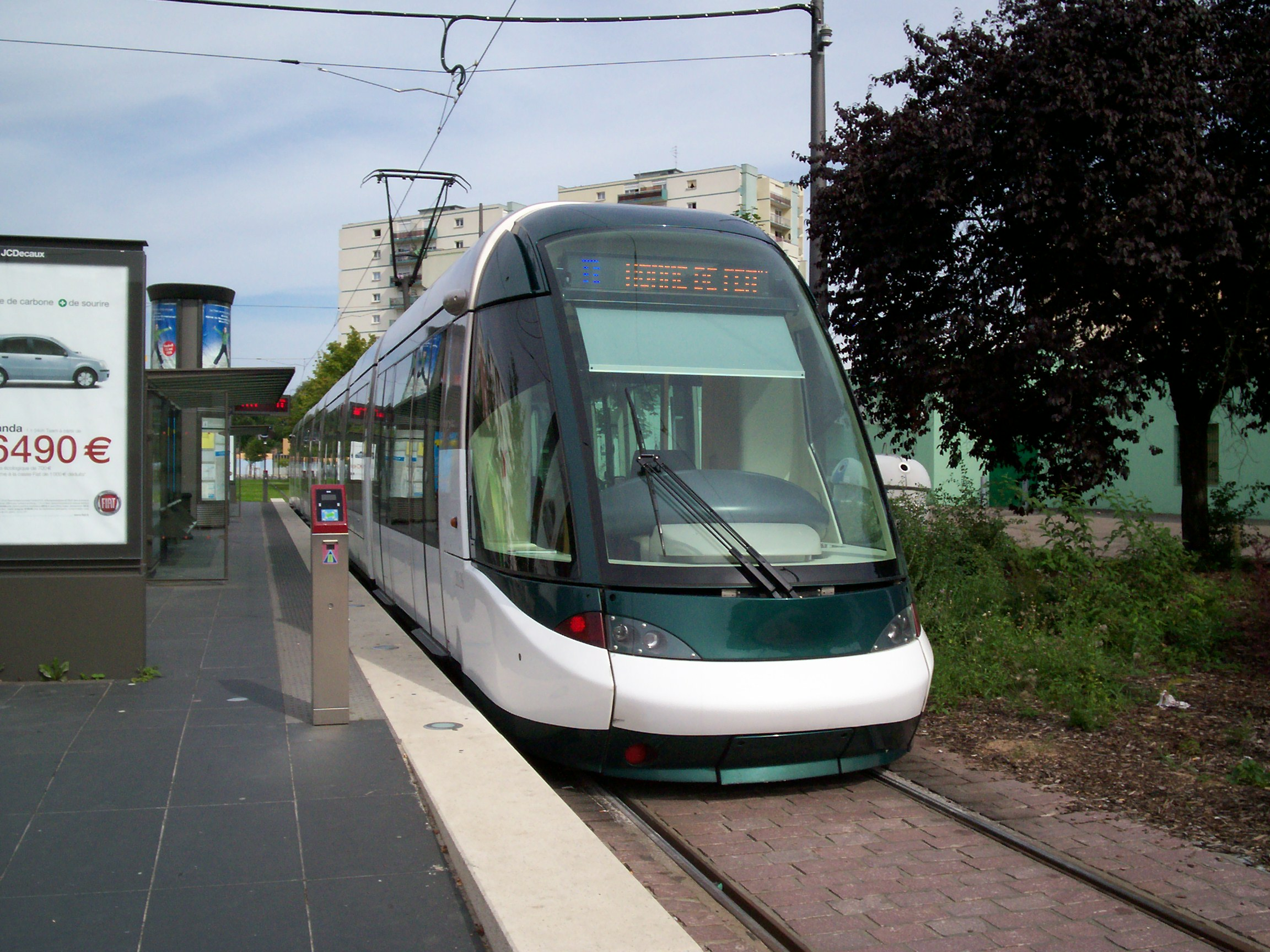
À Lingolsheim Tiergaertel.

La ligne fonctionne tous les jours de l'année sauf le 1er mai.
En raison de la proximité du dépôt, le service débute à la station Elsau à 4 h 13 du lundi au samedi, et à 5 h 15 les dimanches et fêtes, par des services partiels en direction de Hœnheim. Dans la direction de Lingolsheim, le service débute à la station précédente Martin Schongauer. Le dernier départ de Lingolsheim Tiergaertel a lieu à 0 h 5 tous les jours. À la station Hœnheim gare, le premier tram part à 4 h 48 du lundi au samedi, et à 5 h 50 les dimanches et fêtes. Le dernier départ s'effectue à 0 h 8 tous les jours. Il n'y a aucun tram ayant le terminus sur une station intermédiaire, même en fin de service.
Entre 7 h et 20 h, les trams circulent toutes les six à dix minutes environ du lundi au samedi. Il n'y a donc aucune distinction entre les heures de pointe et les heures de pleine journée. Tôt le matin et à partir de 21 h environ, la fréquence minimale est d'un tram toutes les 15 minutes environ, avec quelques exceptions. Les dimanches et fêtes, la fréquence minimale est d'un tram toutes les 15 minutes également, avec un renforcement du service entre 12 h 30 et 21 h environ, quand la fréquence est de 12 puis de 13 minutes.
Sur une partie du parcours, à savoir entre République et Faubourg National, les fréquences sont renforcées par la ligne F qui circule ici en tronc commun avec la ligne B. S'y ajoutent encore les trams de la ligne C sur la courte section entre République et Homme de Fer . Par ailleurs, les horaires sont cadencés en dehors des périodes de desserte renforcée, avec répétition des mêmes minutes de passage, à peu d'exceptions près. Pendant les vacances scolaires, la desserte de pleine journée est allégée de 25 % environ du lundi au vendredi.
Les tramways bénéficient d'un système de priorité aux carrefours comportant des feux.

### Temps de parcours moyens

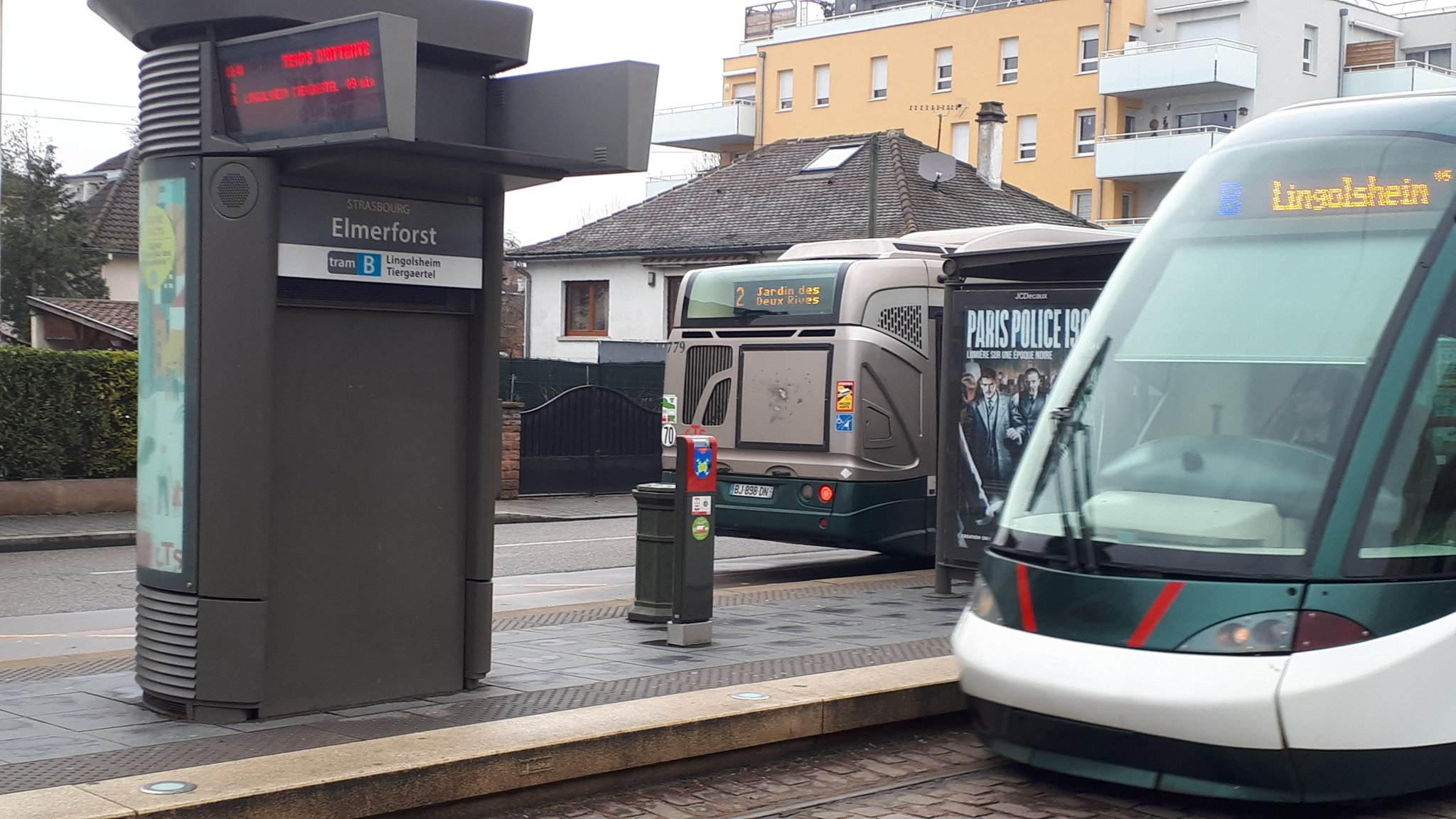
À Elmerforst.

Les temps de parcours sont donnés à titre indicatif et varient surtout selon le moment de la journée (cf.horaires). Ils peuvent aussi évoluer en cas de retards dus à des évènements imprévus.
La ligne B du tramway de Strasbourg permet de rallier Hœnheim Gare à…
- Pont Phario en 6 minutes ;
- Wacken en 12 minutes ;
- République en 17 minutes ;
- Homme de Fer en 21 minutes ;
- Elsau en 32 minutes ;
- Ostwald Hôtel de Ville en 40 minutes ;
- Lingolsheim Tiergaertel en 45 minutes.

Tenant compte de la longueur de la ligne de 14,9 km, la vitesse commerciale s'établit entre 19,4 et 20,3 km/h.

### Matériel roulant

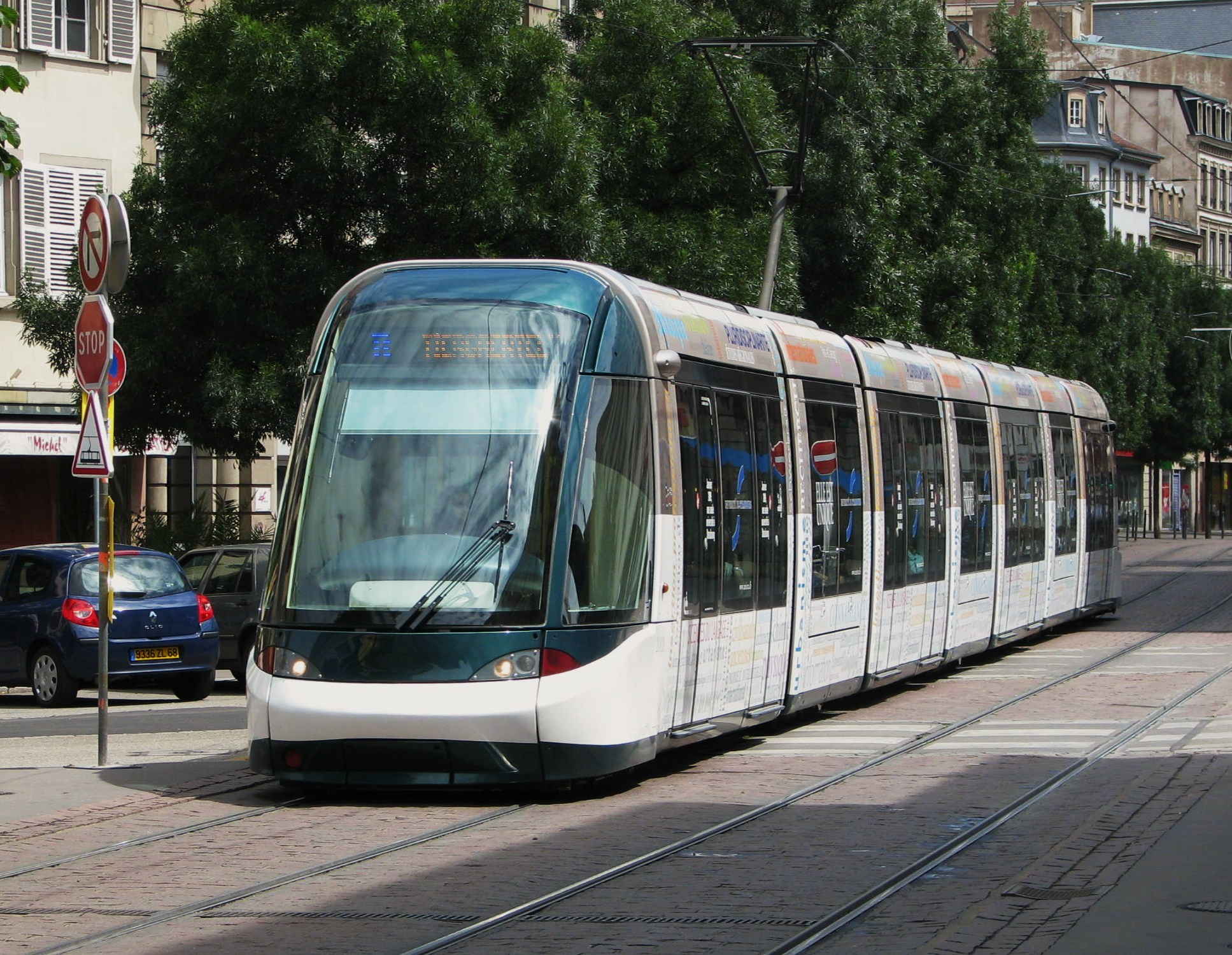
Un Citadis 403 en direction de Lingolsheim Tiergaertel.

Les rames de la ligne B sont de type Citadis 403, mais des Eurotram peuvent parfois y circuler.

### Tarification et financement

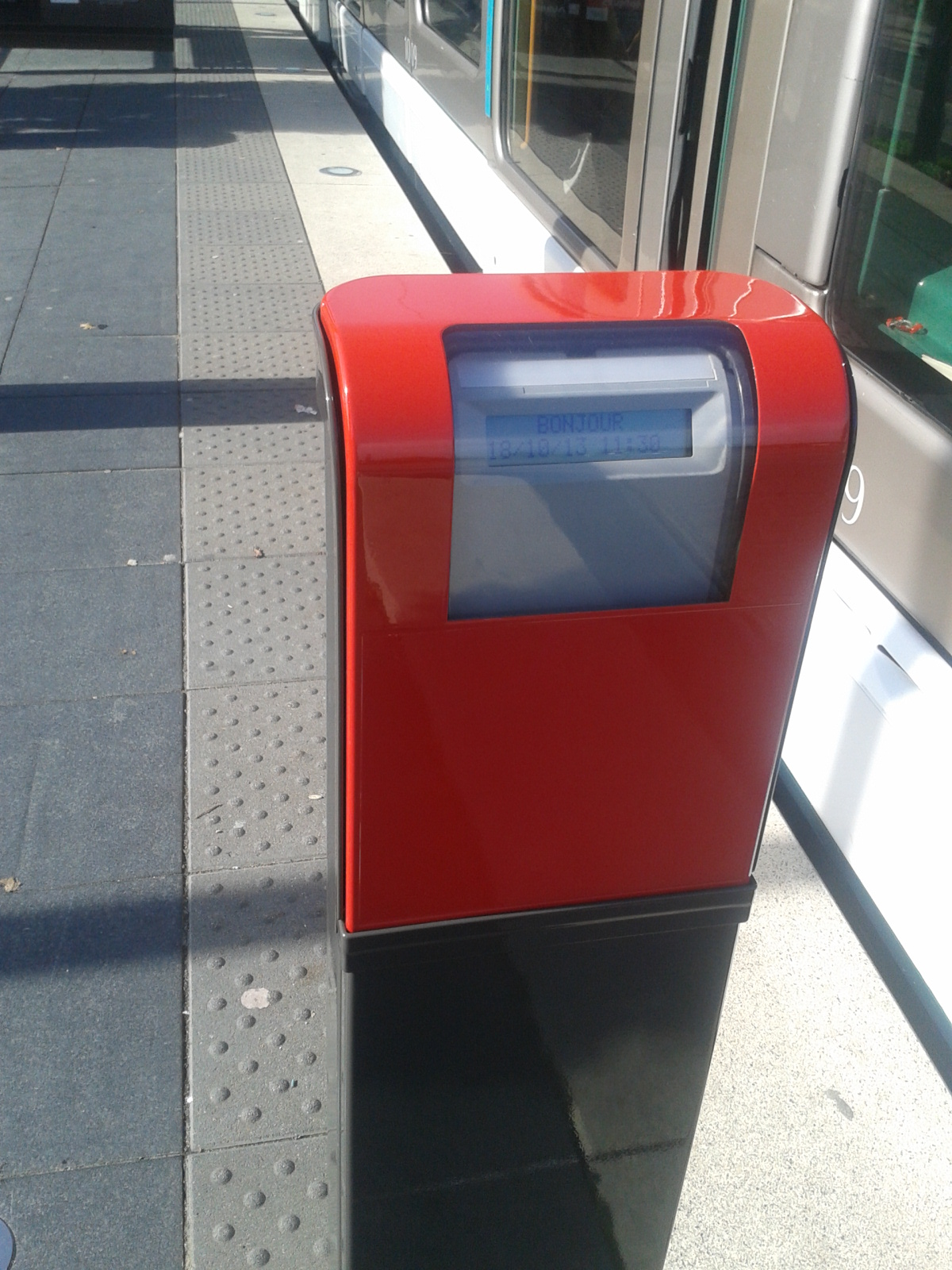
Valideur de titre de transport.

La tarification de la ligne est identique à celles des autres lignes de tramway et des réseaux de bus urbains exploitées par la Compagnie des Transports Strasbourgeois (CTS) et accessible avec les mêmes abonnements.
Les tickets et abonnements peuvent être achetés dans des distributeurs automatiques présents dans les stations, sauf s'ils incluent la place parking-relais.
Le financement du fonctionnement de la ligne, entretien, matériel et charges de personnel, est assuré par la Compagnie des Transports Strasbourgeois (CTS).

## Extension
À très long terme, il est prévu de prolonger la ligne jusqu'à Lingolsheim Gare, toutefois, l'horizon évoqué est après 2025.